# فهرست بازی‌های بین‌المللی باشگاه فوتبال پرسپولیس
این نوشتار آمار بازی‌های بین‌المللی باشگاه فوتبال پرسپولیس ایران را از سال ۱۳۴۷ تا امروز در بر دارد. بازی‌هایی که با تیم‌های باشگاهی خارجی یا ملی انجام شده‌است، بازی بین‌المللی به شمار آمده است.
نخستین بازی بین‌المللی باشگاه فوتبال پرسپولیس، بازی دوستانه‌ای در روز ۵ تیر ۱۳۴۷ برابر تیم ارتش کره جنوبی در تهران بود. این بازی دومین بازی تاریخ پرسپولیس پس از پیوستن پرویز دهداری و بازیکنان باشگاه فوتبال شاهین به این تیم بود.
پربسامدترین دوران بازی‌های بین‌المللی پرسپولیس، میان سال‌های ۱۳۵۰ و ۱۳۵۲ بود. در این سال‌ها که علی عبده باشگاه را حرفه‌ای اعلام کرده بود، تیم آماتورهای پرسپولیس در لیگ کشوری بازی می‌کرد و تیم اصلی با تیم‌های خارجی بازی دوستانه انجام می‌داد.
با وقوع انقلاب و جنگ ایران و عراق، وقفه‌ای چند ساله میان مسابقات بین‌المللی افتاد.
در اینجا فهرست تمامی دیدارهای رسمی پرسپولیس در چارچوب مسابقات رسمی یعنی جام باشگاه های آسیا، جام برندگان جام آسیا، لیگ قهرمانان آسیا و لیگ نخبگان اسیا  همچنین تمامی دیدارهای غیر رسمی و دوستانه این تیم در تورنمنت‌های مختلف به تفکیک و با جزئیات قید شده است.

## بازی های رسمی

#### ۱۹۶۹
| ۲۷ دی ۱۳۴۷ ۱ | پرسپولیس | ۱-۰ | تویو کوگیو | بانکوک ، تایلند |

| ۳۰ دی ۱۳۴۷ ۲ | پرسپولیس                          | ۴ – ۲ | موتور کلن | بانکوک، تایلند |
|              | وفاخواه · وطنخواه · همایون بهزادی |       |           |                |

| ۳ بهمن ۱۳۴۷ ۳ | پرسپولیس             | ۴ – ۰ | پراک | بانکوک، تایلند |
|               | وفاخواه · حسین کلانی |       |      |                |

| ۶ بهمن ۱۳۴۷ ۴ | پرسپولیس | ۰ – ۰ | مکابی تل آویو | بانکوک،تایلند |

| تیم             | امتیاز | بازی | برد | مساوی | باخت | گل‌زده | گل‌خورده | تفاضل‌گل |
| --------------- | ------ | ---- | --- | ----- | ---- | ----- | ------- | ------- |
| مکابی تل آویو   | ۶      | ۴    | ۲   | ۲     | ۰    | ۹     | ۳       | ۶+      |
| تویو کوگیو      | ۶      | ۴    | ۳   | ۰     | ۱    | ۶     | ۳       | ۳+      |
| پرسپولیس        | ۵      | ۴    | ۲   | ۱     | ۱    | ۸     | ۳       | ۵+      |
| پراک            | ۳      | ۴    | ۱   | ۱     | ۲    | ۹     | ۹       | ۰       |
| کولون موتور باس | ۰      | ۴    | ۰   | ۰     | ۴    | ۲     | ۱۶      | ۱۴-     |

#### ۱۹۸۸
| تیم      | امتیازات | بازی | برد | مساوی | باخت | زده | خورده | تفاضل |
| -------- | -------- | ---- | --- | ----- | ---- | --- | ----- | ----- |
| محمدان   | ۳        | ۲    | ۱   | ۱     | ۰    | ۲   | ۱     | +۱    |
| پرسپولیس | ۲        | ۲    | ۱   | ۰     | ۱    | ۶   | ۲     | +۴    |
| ساندرز   | ۱        | ۲    | ۰   | ۱     | ۱    | ۰   | ۵     | −۵    |

#### ۱۹۹۰-۹۱
| ۳۰ آذر ۱۳۶۹ دور اول | پرسپولیس                | ۹ – ۰ | پنجاب | تهران، ایران   |
|                     | پیوس · محرمی · شیرمحمدی |       |       | ورزشگاه: آزادی |

| ۹ دی ۱۳۶۹ دور اول | پنجاب | ۲ – ۴ | پرسپولیس     | پاکستان |
|                   |       |       | محرمی · پیوس |         |

| دور دوم                        | پرسپولیس | ۳ – ۰ | رویالز |  |
| یادداشت: تیم رویالز انصراف داد |          |       |        |  |

| دور دوم                        | رویالز | ۰ – ۳ | پرسپولیس |  |
| یادداشت: تیم رویالز انصراف داد |        |       |          |  |

| ۲۷ تیر ۱۳۷۰ نیمه نهایی | الهلال | ۰ – ۰ | پرسپولیس | ریاض،عربستان |

| ۱۱ تیر ۱۳۷۰ نیمه نهایی | پرسپولیس        | ۱ – ۰ | الهلال | تهران، ایران |
|                        | کرمانی مقدم ۶۳' |       |        |              |

| ۱۲ مهر ۱۳۷۰ فینال | المحرق | ۰ – ۰ | پرسپولیس | محرق،بحرین |

| ۲۶ مهر ۱۳۷۰ فینال | پرسپولیس      | ۱ – ۰ | المحرق | تهران، ایران |
|                   | انصاری‌فرد ۵۲' |       |        |              |

#### ۱۹۹۲-۹۳
| دور اول                     | پرسپولیس | ۳ – ۰ | صفا |  |
| یادداشت: تیم صفا انصراف داد |          |       |     |  |

| دور اول                     | صفا | ۰ – ۳ | پرسپولیس |  |
| یادداشت: تیم صفا انصراف داد |     |       |          |  |

| ۳ مهر ۱۳۷۱ دور دوم | پرسپولیس | ۰ – ۰ | الفنجا | تهران          |
|                    |          |       |        | ورزشگاه: آزادی |

| ۱۰ مهر ۱۳۷۱ دور دوم | الفنجا | ۰ – ۲ | پرسپولیس              | فنجا،عمان |
|                     |        |       | استیلی ۷۴' · باوی ۸۹' |           |

| ۲۴ مهر ۱۳۷۱ دور سوم | پرسپولیس               | ۲ – ۰ | بنی یاس | تهران          |
|                     | پیوس ۸' · روزبهانی ۵۳' |       |         | ورزشگاه: آزادی |

| ۱ آبان ۱۳۷۱ دور سوم | بنی یاس | ۱ – ۱ | پرسپولیس | دبی،امارات متحده عربی |
|                     |         |       | عبدی ۷۰' |                       |

| ۲۲ آبان ۱۳۷۱ نیمه نهایی | پرسپولیس   | ۱ – ۰ | الاتحاد | تهران          |
|                         | درخشان ۸۹' |       |         | ورزشگاه: آزادی |

| ۲۹ آبان ۱۳۷۱ نیمه نهایی | الاتحاد | ۱ – ۱ | پرسپولیس       | جده،عربستان |
|                         | پ' (۱۳) |       | محمود کلهر ۲۱' |             |

| ۲۷ دی ۱۳۷۱ فینال | نیسان     | ۱ – ۱ | پرسپولیس     | یوکوهاما،ژاپن              |
| | رناتو ۸۲' |       | شیرمحمدی ۵۶' | ورزشگاه: ورزشگاه ملی توکیو |
| یادداشت: نادر باقری،به دلیل دریافت کارت زرد مقابل الاتحاد،این بازی را از دست داد. فرشاد پیوس و مجتبی محرمی به دلیل محرومیت یکساله در جام ملت های آسیا ۱۹۹۲،در این بازی نبودند. |           |       |              |                            |

| ۲۷ فروردین ۱۳۷۲ فینال | پرسپولیس | ۰ – ۱ | نیسان               | تهران                                                                       |
|                       |          |       | جینو ۷۲' · نوگوئیرا | ورزشگاه: آزادی تماشاگران: ۱۰۰،۰۰۰ داور: معال کیالی،علی بیطار فیاض،مسلم محمد |

#### ۱۹۹۳
| ۱۵ مرداد ۱۳۷۲ دور اول | پرسپولیس | ۰ – ۱ | السالمیه | تهران                  |
|                       |          |       |          | ورزشگاه: ورزشگاه آزادی |

| ۲۲ مرداد ۱۳۷۲ دور اول                                    | السالمیه | ۱ – ۲ | پرسپولیس                    | کویت، کویت                   |
|                                                          |          |       | داداش زاده · جمشید شاه‌محمدی | ورزشگاه: باشگاه ورزشی الکویت |
| یادداشت: پرسپولیس با قانون گل زده در خانه حریف،برنده شد. |          |       |                             |                              |

| ۱۹ شهریور ۱۳۷۲ دور سوم | پرسپولیس | ۱ – ۱ | العربی | تهران |
|                        | درخشان   |       |        |       |

| ۲۷ شهریور ۱۳۷۲ دور سوم | العربی | ۲ – ۱ | پرسپولیس   | دوحه،قطر |
|                        |        |       | داداش زاده |          |

#### ۱۹۹۶-۹۷
| ۱۹ مرداد ۱۳۷۵ پلی آف ۱ | کپه‌داغ | ۰ – ۱ | پرسپولیس    | عشق‌آباد،ترکمنستان |
|                        |        |       | رضا ترابیان |                   |

| ۲۶ مرداد ۱۳۷۵ پلی آف ۱ | پرسپولیس | ۰ – ۴ | کپه‌داغ | تهران |

| ۱ شهریور ۱۳۷۵ پلی آف ۲ | آلیما | ۳ – ۰ | پرسپولیس | سمی،قزاقستان |

| ۹ شهریور ۱۳۷۵ پلی آف ۲ | پرسپولیس                            | ۵ – ۰ | آلیما | تهران                             |
|                        | باقری پ' · پیروانی · دایی · ترابیان |       |       | ورزشگاه: آزادی تماشاگران: ۱۰۰،۰۰۰ |

| ۱۸ آبان ۱۳۷۵ ۱ | پرسپولیس               | ۲ – ۱ | الزورا  | دوحه،قطر |
|                | شاهرودی ۳۹' · بزیک ۷۵' |       | حسن ۷۱' |          |

| ۲۰ آبان ۱۳۷۵ ۲ | النصر              | ۳ – ۲ | پرسپولیس             | دوحه،قطر |
|                | کندی ۷۰'، ۸۷'، ۸۹' |       | بزیک ۶۲' · عزیزی ۷۵' |          |

| ۲۲ آبان ۱۳۷۵ ۳ | الریان        | ۱ – ۲ | پرسپولیس       | دوحه،قطر |
|                | محمد مطلق ۶۵' |       | عزیزی ۴۴'، ۸۹' |          |

| تیم            | بازی | برد | مساوی | باخت | زده | خورده | تفاضل | امتیاز |
| -------------- | ---- | --- | ----- | ---- | --- | ----- | ----- | ------ |
| پرسپولیس تهران | ۳    | ۲   | ۰     | ۱    | ۶   | ۵     | +۱    | ۶      |
| الزورا         | ۳    | ۱   | ۱     | ۱    | ۳   | ۲     | +۱    | ۴      |
| النصر          | ۳    | ۱   | ۱     | ۱    | ۴   | ۴     | ۰     | ۴      |
| الریان         | ۳    | ۱   | ۰     | ۲    | ۳   | ۵     | −۲    | ۳      |

| ۱۷ اسفند ۱۳۷۵ نیمه نهایی | پرسپولیس  | ۱ – ۳ | پوهانگ استیلرز                      | شاه عالم، مالزی   |
|                          | عزیزی ۸۸' |       | پارک تائه-ها ۹'، ۸۶' · گل محمدی '۵۵ | ورزشگاه: شاه عالم |

| ۱۹ اسفند ۱۳۷۵ رده بندی | پرسپولیس                                       | ۴ – ۱ | الزورا  | شاه عالم، مالزی   |
|                        | بزیک ۲۰' · مهدوی کیا ۳۰' · کریم باقری ۶۵'، ۸۰' |       | فوزی ۸' | ورزشگاه: شاه عالم |

#### ۱۹۹۷-۹۸
| ۱۸ مهر ۱۳۷۶ پلی آف ۲ | الزورا | ۰ – ۰ | پرسپولیس | بغداد،عراق |

| ۲۸ آذر ۱۳۷۶ پلی آف ۲ | پرسپولیس              | ۲ – ۰ | الزورا | تهران،ایران |
|                      | مهدوی کیا · رهبری فرد |       |        |             |

| ۳ اسفند ۱۳۷۶ ۱ | پرسپولیس  | ۱ – ۰ | الهلال | لبنان                   |
|                | مهدوی کیا |       |        | ورزشگاه: شهرداری طرابلس |

| ۵ اسفند ۱۳۷۶ ۲ | الانصار | ۰ – ۱ | پرسپولیس  | لبنان                   |
|                |         |       | مهدوی کیا | ورزشگاه: شهرداری طرابلس |

| ۷ اسفند ۱۳۷۶ ۳ | پرسپولیس | ۱ – ۱ | نوبهار | لبنان                   |
|                | امامی فر |       |        | ورزشگاه: شهرداری طرابلس |

| تیم            | بازی | برد | مساوی | باخت | زده | خورده | تفاضل | امتیاز |
| -------------- | ---- | --- | ----- | ---- | --- | ----- | ----- | ------ |
| پرسپولیس تهران | ۳    | ۲   | ۱     | ۰    | ۳   | ۱     | +۲    | ۷      |
| الهلال         | ۳    | ۲   | ۰     | ۱    | ۶   | ۳     | +۳    | ۶      |
| نوبهار نمنگان  | ۳    | ۰   | ۲     | ۱    | ۲   | ۴     | −۲    | ۲      |
| الانصار        | ۳    | ۰   | ۱     | ۲    | ۱   | ۴     | −۳    | ۱      |

| ۱۴ فروردین ۱۳۷۷ نیمه نهایی | پرسپولیس | ۰ – ۲ | دالیان واندا           | جزیره هنگ کنگ،هنگ کنگ    |
|                            |          |       | تائو ۳۲' · هایدونگ ۶۳' | ورزشگاه: ورزشگاه هنگ کنگ |

| ۱۶ فروردین ۱۳۷۷ رده بندی | پرسپولیس | ۱ – ۴ | الهلال | جزیره هنگ کنگ،هنگ کنگ    |
|                          | شاهرودی  |       |        | ورزشگاه: ورزشگاه هنگ کنگ |

#### ۱۹۹۹-۲۰۰۰
| ۳۰ مهر ۱۳۷۸ پلی آف ۲ | پرسپولیس                                   | ۳ – ۰ | الانصار | تهران          |
|                      | هاشمی نسب ۴۴' '۵۸ · بزیک ۴۵' · باغمیشه ۸۵' |       |         | ورزشگاه: آزادی |

| ۱۶ آبان ۱۳۷۸ پلی آف ۲ | الانصار | ۰ – ۰ | پرسپولیس      | بیروت                  |
|                       |         |       | رهبری فرد '۷۰ | ورزشگاه: شهرداری بیروت |

| ۱۸ بهمن ۱۳۷۸ ۱ | پرسپولیس | ۰ – ۰ | الشرطه | ریاض             |
|                |          |       |        | ورزشگاه: ملک فهد |

| ۲۰ بهمن ۱۳۷۸ ۲ | پرسپولیس      | ۱ – ۰ | ایرتیش پاولودار | ریاض             |
|                | هاشمی نسب ۷۸' |       |                 | ورزشگاه: ملک فهد |

| ۲۲ بهمن ۱۳۷۸ ۳ | الهلال | ۰ – ۰ | پرسپولیس | ریاض             |
|                |        |       |          | ورزشگاه: ملک فهد |

| تیم             | بازی | برد | مساوی | باخت | زده | خورده | تفاضل | امتیاز |
| --------------- | ---- | --- | ----- | ---- | --- | ----- | ----- | ------ |
| الهلال          | ۳    | ۲   | ۱     | ۰    | ۳   | ۰     | +۳    | ۷      |
| پرسپولیس        | ۳    | ۱   | ۲     | ۰    | ۱   | ۰     | +۱    | ۵      |
| الشرطه          | ۳    | ۱   | ۱     | ۱    | ۳   | ۳     | ۰     | ۴      |
| ایرتیش پاولودار | ۳    | ۰   | ۰     | ۳    | ۲   | ۶     | −۴    | ۰      |

| ۱ اردیبهشت ۱۳۷۹ نیمه نهایی | جوبیلو ایواتا             | ۲ – ۰ | پرسپولیس | ریاض             |
|                            | تاکاهارا ۶۷' ناکایاما ۹۰' |       |          | ورزشگاه: ملک فهد |

| ۳ اردیبهشت ۱۳۷۹ رده بندی | پرسپولیس  | ۱ – ۰ | سوون سامسونگ | ریاض             |
|                          | کریمی ۷۵' |       |              | ورزشگاه: ملک فهد |

#### ۲۰۰۰-۰۱
| ۳ شهریور ۱۳۷۹ پلی آف ۱ | الوکره | ۲ – ۴ | پرسپولیس                             | دوحه، قطر         |
|                        |        |       | کریمی ۵۰' ۵۵' اکبریان ۷۹' استیلی ۸۳' | ورزشگاه: حمد کبیر |

| ۱۷ شهریور ۱۳۷۹ پلی آف ۱ | پرسپولیس                                              | ۵ – ۱ | الوکره          | تهران، ایران   |
|                         | رأفت ۱۱' امامی‌فر ۱۳' رهبری فرد ۳۴' کریمی ۷۴' سراج ۷۶' |       | الکواری ۲۲' (پ) | ورزشگاه: آزادی |

| ۱۲ آبان ۱۳۷۹ پلی آف ۲ | پرسپولیس     | ۲ – ۰ | العین | تهران، ایران   |
|                       | رأفت ۱۹' ۵۴' |       |       | ورزشگاه: آزادی |

| ۲۶ آبان ۱۳۷۹ پلی آف ۲ | العین                     | ۲ – ۲ (و.ا.) | پرسپولیس                 | العین، امارات          |
|                       | اولیویرا ۵۸' خاطر ۷۲' (پ) |              | پیروانی ۸۱' خان‌محمدی ۹۰' | ورزشگاه: طحنون بن محمد |

| ۱۷ اسفند ۱۳۷۹ ۱ | پرسپولیس | ۰ – ۰ | الاتحاد | تهران، ایران   |
|                 |          |       |         | ورزشگاه: آزادی |

| ۱۹ اسفند ۱۳۷۹ ۲ | پرسپولیس | ۰ – ۰ | ایرتیش | تهران، ایران   |
|                 |          |       |        | ورزشگاه: آزادی |

| ۲۱ اسفند ۱۳۷۹ ۳ | پرسپولیس                                 | ۳ – ۱ | الهلال                                       | تهران                                                  |
|                 | کریمی ۴۵' انصاریان ۶۵' (پ) کاویانپور ۶۹' |       | الثنیان ۹' عبدالله جمعان الدوسری '۶۳ پرس '۷۸ | ورزشگاه: آزادی تماشاگران: ۳۰٬۰۰۰ داور: ماسایوشی اوکادا |

| Team     | بازی | برد | مساوی | باخت | زده | خورده | تفاضل | امتیاز |
| -------- | ---- | --- | ----- | ---- | --- | ----- | ----- | ------ |
| پرسپولیس | ۳    | ۱   | ۲     | ۰    | ۳   | ۱     | +۲    | ۵      |
| ایرتیش   | ۳    | ۱   | ۲     | ۰    | ۲   | ۱     | +۱    | ۵      |
| الاتحاد  | ۳    | ۱   | ۱     | ۱    | ۳   | ۲     | +۱    | ۴      |
| الهلال   | ۳    | ۰   | ۱     | ۲    | ۱   | ۵     | -۴    | ۱      |

#### ۲۰۰۲
| ۱۸ اسفند ۱۳۸۱ ۱ | پرسپولیس    | ۱ – ۰ | الطلبه | تاشکند، ازبکستان                         |
|                 | گل‌محمدی ۶۲' |       |        | ورزشگاه: مرکزی پاختاکور تماشاگران: ۵٬۰۰۰ |

| ۲۰ اسفند ۱۳۸۱ ۲ | پاختاکور  | ۱ – ۰ | پرسپولیس | تاشکند، ازبکستان                          |
|                 | سولیف ۲۲' |       |          | ورزشگاه: مرکزی پاختاکور تماشاگران: ۴۲٬۰۰۰ |

| ۲۲ اسفند ۱۳۸۱ ۳ | پرسپولیس                                   | ۴ – ۱ | نیسا          | تاشکند، ازبکستان                         |
|                 | خان‌محمدی ۱۴'، ۷۶' گل‌محمدی ۴۷' اصلانیان ۹۰' |       | مردوف ۸۶' (پ) | ورزشگاه: مرکزی پاختاکور تماشاگران: ۲٬۰۰۰ |

| تیم          | امتیاز | بازی | برد | مساوی | باخت | گل‌زده | گل‌خورده | تفاضل‌گل |
| ------------ | ------ | ---- | --- | ----- | ---- | ----- | ------- | ------- |
| پاختاکور     | ۹      | ۳    | ۳   | ۰     | ۰    | ۷     | ۰       | ۷+      |
| پرسپولیس     | ۶      | ۳    | ۲   | ۰     | ۱    | ۵     | ۲       | ۳+      |
| الطلبه       | ۳      | ۳    | ۱   | ۰     | ۲    | ۳     | ۴       | ۱-      |
| نیسا عشق‌آباد | ۰      | ۳    | ۰   | ۰     | ۳    | ۱     | ۱۰      | ۹-      |

#### ۲۰۰۹
| ۲۰ اسفند ۱۳۸۷ ۱ | پرسپولیس                              | ۳ – ۱ | الشارجه   | تهران                                                          |
| ۱۵:۰۰           | کریمی ۲۷' واحدی نیکبخت ۳۰' نوروزی ۳۴' |       | درویش ۵۴' | ورزشگاه: ورزشگاه آزادی تماشاگران: ۵۵٬۱۲۱ داور: کوالنکو والنتین |

| ۲۷ اسفند ۱۳۸۷ ۲ | الشباب | ۰ – ۰ | پرسپولیس | ریاض، عربستان                                                  |
| ۲۱:۰۰           |        |       |          | ورزشگاه: ورزشگاه ملک فهد تماشاگران: ۹،۰۰۰ داور: یونگ میونگ چوی |

| ۱۹ فروردین ۱۳۸۸ ۳ | پرسپولیس                               | ۳ – ۱ | الغرافه       | تهران                                                             |
| ۱۶:۰۰             | زارع ۳۶' (پ) توره ۴۵' واحدی نیکبخت ۴۸' |       | فرناندائو ۶۹' | ورزشگاه: ورزشگاه آزادی تماشاگران: ۵۳،۲۰۴ داور: کریستوفر متیو بریز |

| ۱ اردیبهشت ۱۳۸۸ ۴ | الغرافه                                   | ۵ – ۱ | پرسپولیس  | دوحه، قطر                                                 |
| ۲۰:۰۰             | لوسیو ۷' · مرسون ۴۲'، ۴۵'، ۸۱' · اکرم ۷۰' |       | کریمی ۷۶' | ورزشگاه: ورزشگاه الغرافه تماشاگران: ۱٬۰۰۰ داور: میشی مورا |

| ۱۶ اردیبهشت ۱۳۸۸ ۵ | الشارجه | ۰ – ۳ | پرسپولیس | شارجه،امارات             |
| |         |       |          | ورزشگاه: ورزشگاه الشارجه |
| یادداشت: تیم الشارجه از مسابقات انصراف داد و تمامی نتایجی که تیم های دیگر توسط این تیم بدست آوردند هم در نظر گرفته نشد. |         |       |          |                          |

| ۳۰ اردیبهشت ۱۳۸۸ ۶ | پرسپولیس  | ۱ – ۰ | الشباب | تهران                                                      |
|                    | خلیلی ۳۶' |       |        | ورزشگاه: ورزشگاه آزادی تماشاگران: ۳۱،۳۲۱ داور: توجو مینورو |

| تیم      | بازی | برد | تساوی | باخت | گل‌زده | گل‌خورده | تفاضل‌گل | امتیاز |
| -------- | ---- | --- | ----- | ---- | ----- | ------- | ------- | ------ |
| پرسپولیس | ۴    | ۲   | ۱     | ۱    | ۵     | ۶       | ۱-      | ۷      |
| الشباب   | ۴    | ۲   | ۱     | ۱    | ۴     | ۲       | ۲+      | ۷      |
| الغرافه  | ۴    | ۱   | ۰     | ۳    | ۷     | ۸       | ۱-      | ۳      |

 باشگاه الشارجه انصراف خود را از رقابت‌ها در حالی که دو بازی باقی‌مانده بود اعلام کرد. بقیه نتایج مسابقات آن‌ها حذف شده‌است.

#### ۲۰۱۱
| ۱۱ اسفند ۱۳۸۹ ۱ | الاتحاد                      | ۳ – ۱ | پرسپولیس                                 | جده، عربستان                                                                 |
| ۲۰:۳۵           | زیایه ۱۳'، ۷۵' · نور ۴۸' (پ) |       | زارع ۱۹' · غلامرضا رضایی '۳۱ · احمدی '۴۷ | ورزشگاه: ورزشگاه امیر عبدالله فیصل تماشاگران: ۱۰،۷۸۷ داور: سابخیدین محد صالح |

| ۲۵ اسفند ۱۳۸۹ ۲ | پرسپولیس                                                  | ۱ – ۱ | الوحده                 | تهران                                                          |
| ۱۷:۳۰           | غلامرضا رضایی '۲۷ · زارع '۳۵ · نورمحمدی '۵۶ · بادامکی ۶۶' |       | امین ۵۴' · الکمالی ۷۲' | ورزشگاه: ورزشگاه آزادی تماشاگران: ۱۵،۰۰۰ داور: یوییچی نیشیمورا |

| ۱۶ فروردین ۱۳۹۰ ۳ | بنیادکار                | ۰ – ۰ | پرسپولیس                | تاشکند،ازبکستان                                           |
| ۱۸:۰۰             | جوردجوویچ '۵ کریموف '۸۱ |       | محمد '۵۶ علی‌عسگری '۹۰+۲ | ورزشگاه: ورزشگاه جار تماشاگران: ۷،۰۰۰ داور: عبدالله ناواف |

| ۳۱ فروردین ۱۳۹۰ ۴ | پرسپولیس                        | ۱ – ۳ | بنیادکار                                                                      | تهران                                                         |
| ۱۷:۳۰             | محمد '۷۰ · زارعی '۸۱ · آرفی ۸۷' |       | جوراییف '۴ · کریموف '۳۹ ۷۱' (پ) · رجبوف ۶۰' · تریفونوویچ '۶۸ · کارپینتو ۹۰+۵' | ورزشگاه: ورزشگاه آزادی تماشاگران: ۳۱،۷۶۵ داور: عبدالله بالیده |

| ۱۳ اردیبهشت ۱۳۹۰ ۵ | پرسپولیس                                    | ۳ – ۲ | الاتحاد                                         | تهران                                                     |
| ۱۷:۳۰              | علی‌عسگری ۱۴'، ۶۹' · آرفی ۱۶' '۸۷ · زارع '۳۹ |       | الراشد ۱۹' · المولد '۲۳ · کریری '۸۷ · برت '۹۰+۴ | ورزشگاه: ورزشگاه آزادی تماشاگران: ۲۵،۴۸۶ داور: محسن باسما |

| ۲۰ اردیبهشت ۱۳۹۰ ۶ | الوحده                                         | ۲ – ۰ | پرسپولیس                          | دبی، امارات                                                      |
| ۲۰:۳۰              | صالح ۱۷' · خمیس '۲۲ · الشحی ۷۰' · القحطانی '۹۰ |       | نوروزی '۵۷ احمدی '۶۶ علی‌عسگری '۷۷ | ورزشگاه: ورزشگاه آل نهیان تماشاگران: ۱،۹۰۰ داور: عبدالله الهلالی |

| تیم             | بازی | برد | تساوی | باخت | گل‌زده | گل‌خورده | تفاضل‌گل | امتیاز |
| --------------- | ---- | --- | ----- | ---- | ----- | ------- | ------- | ------ |
| الاتحاد عربستان | ۶    | ۳   | ۲     | ۱    | ۱۰    | ۵       | ۵+      | ۱۱     |
| بنیادکار        | ۶    | ۲   | ۳     | ۱    | ۸     | ۶       | ۲+      | ۹      |
| الوحده امارات   | ۶    | ۱   | ۳     | ۲    | ۶     | ۸       | ۲−      | ۶      |
| پرسپولیس        | ۶    | ۱   | ۲     | ۳    | ۶     | ۱۱      | ۵−      | ۵      |

#### ۲۰۱۲
| ۱۷ اسفند ۱۳۹۰ ۱ | الهلال                                                   | ۱ – ۱ | پرسپولیس          | ریاض،عربستان                                                                                |
| ۲۰:۳۰           | الفریدی '۳۸ · هوساوی '۴۰ · بیونگ سو-یو '۴۴ · الشلهوب ۵۴' |       | علی کریمی ۴۳' (پ) | ورزشگاه: ورزشگاه امیر فیصل بن فهد تماشاگران: ۹،۵۷۴ داور: مین هو-لی مرد مسابقه: محمد الشلهوب |

| ۲ فروردین ۱۳۹۱ ۲ | پرسپولیس                                                               | ۶ – ۱ | الشباب                                              | تهران                                                                             |
| ۱۷:۰۰            | زاید ۸'، ۴۸'، ۵۴' · غلامرضا رضایی ۶۰' · کریمی ۶۲' (پ) · فشنگچی '۶۹ ۸۷' |       | ویلانویوا '۵ · حیدروف '۲۷ · سیل ۵۶' (پ) · قاسیم '۵۷ | ورزشگاه: ورزشگاه آزادی تماشاگران: ۸۲،۷۰۰ داور: ماساکی بوما مرد مسابقه: ایمون زاید |

| ۱۶ فروردین ۱۳۹۱ ۳ | الغرافه      | ۰ – ۳ | پرسپولیس                                             | دوحه، قطر                                                                                 |
| ۱۸:۳۵             | تاردلی '۹۰+۳ |       | غلامرضا رضایی ۳' · زاید ۶' · کریمی '۵۷ · کاظمیان ۷۳' | ورزشگاه: ورزشگاه الغرافه تماشاگران: ۲،۸۰۰ داور: عبدالله الهلالی مرد مسابقه: غلامرضا رضایی |

| ۲۹ فروردین ۱۳۹۱ ۴ | پرسپولیس  | ۱ – ۱ | الغرافه                                                              | تهران                                                                              |
| ۱۷:۰۰             | کریمی ۸۵' |       | شامی '۴۰ · العساس '۶۶ · یوسیف رامدان '۸۹ · مجیدی '۶۶ '۷۲ · کوی ۹۰+۱' | ورزشگاه: ورزشگاه آزادی تماشاگران: ۹۶،۰۰۰ داور: روشن ایرماتوف مرد مسابقه: علی کریمی |

| ۱۲ اردیبهشت ۱۳۹۱ ۵ | پرسپولیس           | ۰ – ۱ | الهلال                               | تهران                                                                               |
| ۱۷:۰۰              | فشنگچی '۶۲ تال '۹۰ |       | هوساوی '۳۹ · الغنام '۵۲ · العربی ۵۸' | ورزشگاه: ورزشگاه آزادی تماشاگران: ۷۳،۱۵۴ داور: کیم دونگ جین مرد مسابقه: یوسف العربی |

| ۲۶ اردیبهشت ۱۳۹۱ ۳ | الشباب             | ۱ – ۳ | پرسپولیس                                                      | دبی، امارات                                                                           |
| ۲۰:۰۰              | محمد ۸' · قاسم '۷۴ |       | آقازمانی '۱۴ · زاید ۴۳' · پولادی ۵۳' · نوری '۷۴ · بادامکی ۹۰' | ورزشگاه: مکتوم بن راشد آل مکتوم تماشاگران: ۵،۸۸۲ داور: هان تای مرد مسابقه: ایمون زاید |

| تیم      | بازی | برد | تساوی | باخت | گل‌زده | گل‌خورده | تفاضل‌گل | امتیاز |
| -------- | ---- | --- | ----- | ---- | ----- | ------- | ------- | ------ |
| الهلال   | ۶    | ۳   | ۳     | ۰    | ۱۰    | ۷       | ۳+      | ۱۲     |
| پرسپولیس | ۶    | ۳   | ۲     | ۱    | ۱۴    | ۵       | ۹+      | ۱۱     |
| الغرافه  | ۶    | ۱   | ۳     | ۲    | ۷     | ۱۰      | ۳-      | ۶      |
| الشباب   | ۶    | ۰   | ۲     | ۴    | ۵     | ۱۴      | ۹-      | ۲      |

#### ۲۰۱۵
| ۵ اسفند ۱۳۹۳ ۱ | پرسپولیس                             | ۳ – ۰ | لخویا                         | تهران                                                                               |
| ۱۸:۳۰          | بنگر ۶۰' · نوروزی ۶۶' · نوری ۸۳' (پ) |       | کانگامبو '۷۵ لوئیز جونیور '۸۴ | ورزشگاه: آزادی تماشاگران: ۱۵٬۳۵۰ داور: کریشانتها دیلان پررا مرد مسابقه: هادی نوروزی |

| ۱۲ اسفند ۱۳۹۳ ۲ | بنیادکار   | ۰ – ۱ | پرسپولیس                      | تاشکند،ازبکستان                                                                       |
| ۱۸:۰۰           | کامل‌اف '۳۱ |       | نوری ۲۰' (پ) '۴۵+۲ · بنگر '۵۸ | ورزشگاه: ورزشگاه بنیادکار تماشاگران: ۲۱٬۲۸۵ داور: کیم دونگ-جین مرد مسابقه: سوشا مکانی |

| ۲۶ اسفند ۱۳۹۳ ۳ | النصر                                                            | ۳ – ۰ | پرسپولیس                                 | ریاض،عربستان                                                                    |
| ۲۰:۳۰           | میژیفسکی ۳۲' · السهلاوی '۷۶ · استویانوف ۸۶' '۹۰+۴ · الراهب ۹۰+۵' |       | نورمحمدی '۳۸ بنگر '۶۹ طارمی '۷۹ نوری '۸۸ | ورزشگاه: ملک فهد تماشاگران: ۲۰٬۳۱۵ داور: ریوجی ساتو مرد مسابقه: آدریان میژیفسکی |

| ۱۹ فروردین ۱۳۹۴ ۴ | پرسپولیس                                                                | ۱ – ۰ | النصر                          | تهران                                                                  |
| ۱۸:۳۰             | خانزاده '۴۵+۳ · طارمی ۶۲' (پ) · صادقیان '۶۹ · عالیشاه '۶۹ · مکانی '۹۰+۵ |       | آدمن '۵ حسین '۶۰ الجبرین '۹۰+۶ | ورزشگاه: آزادی تماشاگران: ۱۰۰٬۰۰۰ داور: ما نینگ مرد مسابقه: مهدی طارمی |

| ۲ اردیبهشت ۱۳۹۴ ۵ | لخویا                                                | ۳ – ۰ | پرسپولیس               | دوحه                                                                                |
| ۱۸:۳۰             | کانگامبو '۴۱ · مساکنی ۶۹' · تائه-هی ۸۳' · عفیف ۹۰+۳' |       | کفشگری '۳۱ اومانیا '۴۵ | ورزشگاه: عبدالله بن خلیفه تماشاگران: ۴٬۸۷۷ داور: بن ویلیامز مرد مسابقه: نام تائه-هی |

| ۱۶ اردیبهشت ۱۳۹۴ ۶ | پرسپولیس                               | ۲ – ۱ | بنیادکار                                              | تهران                                                                        |
| ۱۸:۳۰              | نوری ۴۹' (پ) · جورابایف ۷۳' (گل‌به‌خودی) |       | پیلیوسیان '۳۴ · رشیدوف ۶۶' · ایوبوف '۵۸ · الزواغی '۹۰ | ورزشگاه: آزادی تماشاگران: ۱۰۰٬۰۰۰ داور: یودای یاماماتو مرد مسابقه: محمد نوری |

| رتبه | تیم      | بازی | برد | مساوی | باخت | گ‌ز | گ‌خ | تفاضل | امتیاز | صلاحیت                    |
| ---- | -------- | ---- | --- | ----- | ---- | -- | -- | ----- | ------ | ------------------------- |
| ۱    | لخویا    | ۶    | ۴   | ۱     | ۱    | ۹  | ۵  | ۴+    | ۱۳     | صعود مستقیم به مرحله حذفی |
| ۲    | پرسپولیس | ۶    | ۴   | ۰     | ۲    | ۷  | ۷  | ۰     | ۱۲     | صعود مستقیم به مرحله حذفی |
| ۳    | النصر    | ۶    | ۲   | ۲     | ۲    | ۷  | ۶  | ۱+    | ۸      |                           |
| ۴    | بنیادکار | ۶    | ۰   | ۱     | ۵    | ۲  | ۷  | ۵-    | ۱      |                           |

|          | لخویا | پرسپولیس | بنیادکار | النصر |
| -------- | ----- | -------- | -------- | ----- |
| لخویا    | —     | ۰-۳      | ۰-۱      | ۱-۱   |
| پرسپولیس | ۰-۳   | —        | ۱-۲      | ۰-۱   |
| بنیادکار | ۱-۰   | ۱-۰      | —        | ۱-۰   |
| النصر    | ۳-۱   | ۰-۳      | ۱-۱      | —     |

منبع:AFC
| ۲۹ اردیبهشت ۱۳۹۴ ۱/۸ | پرسپولیس                                        | ۱ – ۰ | الهلال               | تهران                                                                              |
| ۱۹:۳۰                | عالیشاه '۶۵ · مکانی '۸۱ · دیگائو ۹۲' (گل‌به‌خودی) |       | الفرج '۳۴ · عابد '۷۰ | ورزشگاه: آزادی تماشاگران: ۱۰۰٬۰۰۰ داور: ناگور امیر نور محمد مرد مسابقه: مهدی طارمی |

#### ۲۰۱۷
| ۳ اسفند ۱۳۹۵ ۱ | پرسپولیس                     | ۱ – ۱ | الهلال      | مسقط، عمان                                                                                             |
| ۱۸:۳۰          | کامیابی نیا ۲۴' · مسلمان ۶۸' |       | ادواردو ۸۲' | ورزشگاه: مجموعه ورزشی سلطان قابوس تماشاگران: ۱۳،۷۱۵ داور: کریشانتها دیلان پررا مرد مسابقه: محسن مسلمان |

| ۱۰ اسفند ۱۳۹۵ ۲ | الوحده                                             | ۲ – ۳ | پرسپولیس                                                                    | ابوظبی، امارات                                                                           |
| ۱۸:۴۰           | الغافری '۳۸ · مطر ۵۸' · والدیویا ۶۴' · عبدالله '۸۹ |       | امیری ۴' · محسن مسلمان '۴۸ · سروش رفیعی '۴۸ · طارمی ۸۰'، ۹۰' · بیرانوند '۸۷ | ورزشگاه: ورزشگاه آل نهیان تماشاگران: ۷،۶۵۵ داور: محمد تقی الجعفری مرد مسابقه: مهدی طارمی |

| ۲۴ اسفند ۱۳۹۵ ۳ | الریان                                                         | ۳ – ۱ | پرسپولیس                                 | دوحه،قطر                                                                       |
| ۱۸:۵۵           | تاباتا ۱۹'، ۵۸' (پ) · العلی '۶۶ · میونگ جین '۸۶ · گارسیا ۹۰+۱' |       | طارمی ۶' · امیری '۳۹ · سیدجلال حسینی '۶۷ | ورزشگاه: جاسم بن حمد تماشاگران: ۴،۱۷۰ داور: فو مینگ مرد مسابقه: رودریگو تاباتا |

| ۲۱ فروردین ۱۳۹۶ ۴ | پرسپولیس                                               | ۰ – ۰ | الریان               | تهران                                                                          |
| ۱۹:۰۰             | علیپور '۴ · طارمی ۴۴ · رفیعی '۷۶ · سیدجلال حسینی '۹۰+۲ |       | باری '۴۳ سوریا '۹۰+۴ | ورزشگاه: ورزشگاه آزادی تماشاگران: ۵۷،۱۳۰ داور: ریوجی ساتو مرد مسابقه: عمر باری |

| ۴ اردیبهشت ۱۳۹۶ ۵ | الهلال                                   | ۰ – ۰ | پرسپولیس | مسقط،عمان                                                                                  |
| ۱۹:۳۰             | جحفلی '۵ البریک '۲۷ عبدالملک الخیبری '۵۱ |       |          | ورزشگاه: مجموعه ورزشی سلطان قابوس تماشاگران: ۱۰،۱۷۷ داور: مهند قاسم مرد مسابقه: مهدی طارمی |

| ۱۸ اردیبهشت ۱۳۹۶ ۶ | پرسپولیس                        | ۴ – ۲ | الوحده                                                                               | تهران                                                                 |
| ۱۹:۵۵              | رفیعی ۱۷' · طارمی ۲۰'، ۵۴'، ۷۰' |       | والدیویا '۱۹ · الاکبری ۳۴' · تاگلیابوئه ۵۱' · ۶۶' · سالم سلطان '۵۴ · بالاژ جوجاک '۸۰ | ورزشگاه: آزادی تماشاگران: ۴۳،۱۶۰ داور: فو مینگ مرد مسابقه: مهدی طارمی |

| تیم      | بازی | برد | مساوی | باخت | گل‌زده | گل‌خورده | تفاضل‌گل | امتیاز |
| -------- | ---- | --- | ----- | ---- | ----- | ------- | ------- | ------ |
| الهلال   | ۶    | ۳   | ۳     | ۰    | ۱۰    | ۷       | ۳+      | ۱۲     |
| پرسپولیس | ۶    | ۲   | ۳     | ۱    | ۹     | ۸       | ۱+      | ۹      |
| الریان   | ۶    | ۲   | ۱     | ۳    | ۱۰    | ۱۳      | ۳–      | ۷      |
| الوحده   | ۶    | ۱   | ۱     | ۴    | ۱۲    | ۱۳      | ۱-      | ۴      |

| الهلال | پرسپولیس | الریان | الوحده |
| ------ | -------- | ------ | ------ |
| —      | ۰–۰      | ۲–۱    | ۱–۰    |
| ۱–۱    | —        | ۰–۰    | ۴–۲    |
| ۳–۴    | ۳–۱      | —      | ۱–۲    |
| ۲–۲    | ۲–۳      | ۱–۵    | —      |

| ۳۱ مرداد ۱۳۹۶ ۱/۴ | پرسپولیس                    | ۲ – ۲ | الاهلی                                         | مسقط، عمان                                                                        |
| ۲۰:۳۰             | خلیل‌زاده ۷۲' '۸۶ · منشا ۸۴' | گزارش | عمر السومه ۲' · لئوناردو ۵۸' · صالح العمری '۴۱ | ورزشگاه: سلطان قابوس تماشاگران: ۶٫۵۰۰ داور: ادهم المخادمه مرد مسابقه: صالح العمری |

| ۲۱ شهریور ۱۳۹۶ ۱/۴ | الاهلی                                               | ۱ – ۳ | پرسپولیس | ابوظبی، امارات متحده عربی                                                       |
| ۱۹:۴۵              | صالح العمری ۵۲' · ولید باخشوین '۳۶ · معتز هوساوی '۸۱ | گزارش | علیپور ۵' · منشا ۸۳' (پنالتی) · طارمی '۵۶ ۹۴' (پنالتی) · کامیابی نیا '۱۲ · مسلمان '۳۷ · انصاری '۷۳ · ماهینی '۸۷ | ورزشگاه: محمد بن زاید تماشاگران: ۵٫۸۲۰ داور: ما نینگ مرد مسابقه: محسن ربیع خواه |

| ۴ مهر ۱۳۹۶ نیمه نهایی | الهلال                                                                               | ۴ – ۰ | پرسپولیس   | ابوظبی،امارات متحده عربی                                                           |
| ۱۹:۳۰                 | عمر خربین ۳۱'، ۵۴'، ۸۱' · یاسر الشهرانی ۴۰' · عبدالله عطیف '۴۸ '۴۹ · سلمان الفرج '۸۴ | گزارش | ماهینی '۸۷ | ورزشگاه: محمد بن زاید تماشاگران: ۱۱٫۳۲۱ داور: کیم جونگ-هیئوک مرد مسابقه: عمر خربین |

| ۲۵ مهر ۱۳۹۶ نیمه نهایی | پرسپولیس                   | ۲ – ۲ | الهلال                      | مسقط،عمان                                                                      |
| ۲۰:۰۰                  | منشا ۱۷'، ۶۲' · انصاری '۲۷ | گزارش | عمر خربین ۳۰' (پنالتی)، ۷۶' | ورزشگاه: سلطان قابوس تماشاگران: ۳،۲۵۰ داور: احمد الکاف مرد مسابقه: گادوین منشا |

#### ۲۰۱۸
| ۲۴ بهمن ۱۳۹۶ ۱ | پرسپولیس                   | ۳ – ۰ | نسف قرشی                | تهران، ایران                                                              |
| ۱۷:۱۵          | منشا ۲۰' · علیپور ۶۶'، ۷۱' | گزارش | موخیدینوف '۳۸ لوکیچ '۶۳ | ورزشگاه: آزادی تماشاگران: ۲۵٬۸۳۰ داور: کیم دونگ‌جین مرد مسابقه: علی علیپور |

| ۱ اسفند ۱۳۹۶ ۲ | السد                           | ۳ – ۱ | پرسپولیس                                                       | دوحه، قطر                                                                                     |
| ۱۹:۰۰          | بونجاح ۳۶'، ۵۱' · خوخی ۶۶' '۸۰ | گزارش | خلیل‌زاده '۳۵ · احمدزاده '۶۰ · سید جلال حسینی '۷۵ · نعمتی ۹۰+۴' | ورزشگاه: ورزشگاه جاسم بن حمد تماشاگران: ۵٬۸۴۲ داور: محمد تقی الجعفری مرد مسابقه: بغداد بونجاح |

| ۱۴ اسفند ۱۳۹۶ ۳ | پرسپولیس                                          | ۲ – ۰ | الوصل | تهران، ایران                                                               |
| ۱۷:۱۵           | احمدزاده ۳۶' · علیپور ۴۱' (پنالتی) · بیرانوند '۸۷ | گزارش |       | ورزشگاه: آزادی تماشاگران: ۳۳٬۱۷۰ داور: علی صباح مرد مسابقه: فرشاد احمدزاده |

| ۲۲ اسفند ۱۳۹۶ ۴ | الوصل                              | ۰ – ۱ | پرسپولیس                       | دبی، امارات                                                              |
| ۱۸:۴۵           | النقبی '۱۷ الزعابی '۲۱ الجنيبی '۳۱ |       | ۳۷' کامیابی‌نیا · '۴۵+۲خلیل‌زاده | ورزشگاه: زعبیل تماشاگران: ۵٬۸۴۱ داور: ما نینگ مرد مسابقه: فرشاد احمدزاده |

| ۱۳ فروردین ۱۳۹۷ ۵ | نسف قرشی   | ۰ – ۰ | پرسپولیس                    | نخشب، ازبکستان                                                                                  |
| ۱۹:۰۰             | گانیوف '۷۶ |       | ربیع‌خواه '۸۳ نوراللهی '۹۰+۴ | ورزشگاه: ورزشگاه مرکزی قرشی تماشاگران: ۱۸٬۳۴۹ داور: علی عبدالنبی مرد مسابقه: اودیلجون هامرابکوف |

| ۲۷ فروردین ۱۳۹۷ ۶ | پرسپولیس                                            | ۱ – ۰ | السد               | تهران،ایران                                                                        |
| ۱۹:۳۰             | پورعلی‌گنجی '۳ نعمتی '۳۸ حسینی '۴۵+۱ خلیل زاده '۹۰+۵ |       | رو رو '۴۳ ژاوی '۷۳ | ورزشگاه: آزادی تماشاگران: ۳۲٬۱۷۰ داور: کریشانتها دیلان پررا مرد مسابقه: صادق محرمی |

| تیم      | بازی | برد | مساوی | باخت | گل‌زده | گل‌خورده | تفاضل‌گل | امتیاز |
| -------- | ---- | --- | ----- | ---- | ----- | ------- | ------- | ------ |
| پرسپولیس | ۶    | ۴   | ۱     | ۱    | ۸     | ۳       | ۵+      | ۱۳     |
| السد     | ۶    | ۴   | ۰     | ۲    | ۱۱    | ۵       | ۶+      | ۱۲     |
| نسف قرشی | ۶    | ۳   | ۱     | ۲    | ۴     | ۸       | ۴-      | ۱۰     |
| الوصل    | ۶    | ۰   | ۰     | ۶    | ۳     | ۱۰      | ۷-      | ۰      |

|          | پرسپولیس | السد | الوصل | نسف‌قرشی |
| -------- | -------- | ---- | ----- | ------- |
| پرسپولیس | —        | ۰-۱  | ۰-۲   | ۳–۰     |
| السد     | ۱-۳      | —    | ۱-۲   | ۰-۴     |
| الوصل    | ۱-۰      | ۲-۱  | —     | ۲-۱     |
| نسف‌قرشی  | ۰-۰      | ۰-۱  | ۰-۱   | —       |

| ۱۷ اردیبهشت ۱۳۹۷ ۱/۸ | الجزیره                                                             | ۳ - ۲ | پرسپولیس                                    | ابوظبی،امارات                                                                              |
| ۲۰:۰۰                | رشید '۱۷ · مبخوت ۵۲' · رومارینیو '۶۹ ۷۷' · بوصوفه '۸۸ · مبارک ۹۰+۶' |       | علیپور ۴۲' · منشا ۸۴' (پ) · کامیابی نیا '۱۱ | ورزشگاه: ورزشگاه محمد بن زاید تماشاگران: ۵٬۸۲۱ داور: هیروکی ناکامورا مرد مسابقه: علی مبخوت |

| ۲۴ اردیبهشت ۱۳۹۷ ۱/۸                                                            | پرسپولیس                                                         | ۲ – ۱ | الجزیره       | تهران،ایران                                                               |
| ۱۹:۳۰                                                                           | نوراللهی ۶۳' · حسینی ۸۹' · ماهینی '۴۵ · نعمتی '۴۹ · احمدزاده '۶۰ |       | رومارینیو ۷۰' | ورزشگاه: آزادی تماشاگران: ۹۰٬۰۰۰ داور: ما نینگ مرد مسابقه: سید جلال حسینی |
| یادداشت: پرسپولیس با قانون گل زده در خانه حریف به مرحله یک‌چهارم نهایی صعود کرد. |                                                                  |       |               |                                                                           |

| ۶ شهریور ۱۳۹۷ ۱/۴ | الدحیل                                | ۱ – ۰ | پرسپولیس                        | دوحه،قطر                                                                                   |
| ۱۸:۳۰             | المعز علی ۱۵' · مادیبو '۶۰ · مندز '۷۴ |       | سیامک نعمتی '۷۷ محمد انصاری '۸۹ | ورزشگاه: ورزشگاه عبدالله بن خلیفه تماشاگران: ۶٬۶۵۰ داور: مهند قاسم مرد مسابقه: نام تائه-هی |

| ۲۶ شهریور ۱۳۹۷ ۱/۴ | پرسپولیس | ۳ – ۱ | الدحیل                                    | تهران،ایران                                                                             |
| ۱۸:۳۰              | کامیابی نیا '۱۲ · انصاری '۲۷ · شجاع خلیل زاده '۴۸ · حسینی ۵۷' · البریک ۷۶' (گل‌به‌خودی) · منشا ۷۸' · علیپور '۸۶ |       | بودیاف ۳۳' · بسام الراوی '۸۶ · موسی '۹۰+۳ | ورزشگاه: ورزشگاه آزادی تماشاگران: ۷۱٬۳۱۲ داور: روشن ایرماتوف مرد مسابقه: سید جلال حسینی |

| ۱۰ مهر ۱۳۹۷ نیمه نهایی | السد      | ۰ – ۱ | پرسپولیس                                                | دوحه،قطر                                                                                        |
| ۱۸:۴۵                  | الشیب '۸۵ |       | نعمتی '۱۳ · عالیشاه '۳۹ · بیرانوند '۷۶ · علیپور ۸۶' (پ) | ورزشگاه: ورزشگاه جاسم بن حمد تماشاگران: ۹٬۰۸۷ داور: هتیکام‌کامانج پریرا مرد مسابقه: حامد اسماعیل |

| ۱ آبان ۱۳۹۷ نیمه نهایی | پرسپولیس                    | ۱ – ۱ | السد       | تهران                                                                                      |
| ۱۸:۳۰                  | نعمتی ۴۹' · کامیابی نیا '۷۳ |       | بونجاح ۱۸' | ورزشگاه: ورزشگاه آزادی تماشاگران: ۸۱٬۳۵۰ داور: والنتین کوالنکو مرد مسابقه: علیرضا بیرانوند |

| ۱۲ آبان ۱۳۹۷ فینال | کاشیما آنتلرز                     | ۲ – ۰ | پرسپولیس                       | کاشیما                                                                             |
| ۰۹:۳۰              | سیلوا ۵۸' · سرجینیو ۷۰' · آبه '۱۱ |       | نعمتی'۶۲،'۹۰+۳ · خلیل زاده '۷۲ | ورزشگاه: ورزشگاه کاشیما ساکر تماشاگران: ۳۵٬۰۲۲ داور: ما نینگ مرد مسابقه: لئو سیلوا |

| ۱۹ آبان ۱۳۹۷ فینال | پرسپولیس | ۰ – ۰ | کاشیما آنتلرز                   | تهران                                                                              |
| ۱۸:۳۰              |          |       | سیلوا '۴۳ نیشی '۷۰ ناگاکی '۹۰+۱ | ورزشگاه: ورزشگاه آزادی تماشاگران: ۱۰۰٬۰۰۰ داور: احمد الکاف مرد مسابقه: گادوین منشا |

#### ۲۰۱۹
| ۱۴ اسفند ۱۳۹۷ ۱ | پرسپولیس                              | ۱ – ۱ | پاختاکور                                          | تهران،ایران                                                                    |
| ۱۸:۳۰           | بودیمیر ۲۵' · ترابی '۷۰ · حسینی '۷۵ · |       | بیکمائف ۵' · علیجئف '۲۱ · سیفیف '۲۲ · کوواتوف '۹۶ | ورزشگاه: آزادی تماشاگران: ۴۶٬۳۵۰ داور: ادهم المخادمه مرد مسابقه: ماریو بودیمیر |

| ۲۱ اسفند ۱۳۹۷ ۲ | السد                           | ۱ – ۰ | پرسپولیس               | دوحه، قطر                                                                                |
| ۱۹:۱۵           | بونجاح ۵+۹۰'٬ '۶+۹۰ · عفیف '۹۰ |       | خلیل زاده '۳۱ شیری '۶۱ | ورزشگاه: ورزشگاه جاسم بن حمد تماشاگران: ۸٬۰۵۳ داور: کیم دونگ‌جین مرد مسابقه: بغداد بونجاح |

| ۲۰ فروردین ۱۳۹۸ ۳ | پرسپولیس                                             | ۲ – ۰ | الاهلی                  | دبی، امارات                                                                        |
| ۲۰:۰۰             | خلیل زاده ۱۸' · علیپور ۴۸' · رسن '۶۰ · بودیمیر '۷۶ · |       | عبدالغنی '۷۶ المولد '۹۱ | ورزشگاه: ورزشگاه زعبیل تماشاگران: ۱٬۸۷۸ داور: هیروکی کیمورا مرد مسابقه: مهدی ترابی |

| ۲ اردیبهشت ۱۳۹۸ ۴ | الاهلی                                        | ۲ – ۱ | پرسپولیس                         | دبی، امارات                                                                   |
| ۲۰:۰۰             | السومه ۳۰' (پ)، ۸۳' · دجانینی '۵۰ · ترمین '۸۶ |       | خلیل زاده ۹۰+۳' '۵۸ · علیپور '۴۹ | ورزشگاه: ورزشگاه آل مکتوم تماشاگران: ۷۸۷ داور: ما نینگ مرد مسابقه: عمر السومه |

| ۱۶ اردیبهشت ۱۳۹۸ ۵ | پاختاکور                  | ۱ – ۰ | پرسپولیس | تاشکند، ازبکستان                                                                                 |
| ۱۷:۳۰              | سرگیف ۸۶' · ماشاریپوف '۶۵ |       |          | ورزشگاه: ورزشگاه مرکزی پاختاکور تماشاگران: ۱۷،۳۵۰ داور: کریس بیس مرد مسابقه: جلال‌الدین ماشاریپوف |

| ۳۰ اردیبهشت ۱۳۹۸ ۶ | پرسپولیس                                                  | ۲ – ۰ | السد     | تهران، ایران                                              |
| ۱۹:۳۰ | ترابی ۱۷' '۸۶ · علیپور ۶۷' · خلیل زاده '۵۷ · بیرانوند '۶۰ |       | میگل '۶۵ | ورزشگاه: آزادی تماشاگران: ۱۱،۳۹۰ داور: هتیکمکانامگه پریرا |
| یادداشت: ژاوی هرناندز اسطوره باشگاه بارسلونا، در این مسابقه آخرین بازی خود در دوران فوتبالی اش را انجام داد. به همین دلیل باشگاه پرسپولیس طی مراسمی کوتاه در ابتدای بازی از این بازیکن تقدیر به عمل آورد. |                                                           |       |          |                                                           |

| تیم      | بازی | برد | مساوی | باخت | گل‌زده | گل‌خورده | تفاضل‌گل | امتیاز |
| -------- | ---- | --- | ----- | ---- | ----- | ------- | ------- | ------ |
| السد     | ۶    | ۳   | ۱     | ۲    | ۷     | ۸       | ۱-      | ۱۰     |
| الاهلی   | ۶    | ۳   | ۰     | ۳    | ۷     | ۷       | ۰       | ۹      |
| پاختاکور | ۶    | ۲   | ۲     | ۲    | ۷     | ۷       | ۰       | ۸      |
| پرسپولیس | ۶    | ۲   | ۱     | ۳    | ۶     | ۵       | ۱+      | ۷      |

|          | پرسپولیس | السد | الاهلی | پاختاکور |
| -------- | -------- | ---- | ------ | -------- |
| پرسپولیس | —        | ۰-۲  | ۲–۰    | ۱–۱      |
| السد     | ۱–۰      | —    | ۱-۲    | ۱-۲      |
| الاهلی   | ۱-۲      | ۲–۰  | —      | ۱-۲      |
| پاختاکور | ۰-۱      | ۲–۲  | ۱–۰    | —        |

#### ۲۰۲۰
| ۲۲ بهمن ۱۳۹۸ ۱ | الدحیل                                                     | ۲ – ۰ | پرسپولیس | دوحه، قطر                                                                               |
| ۱۸:۴۵          | مانژوکیچ ۵'، '۸۲ · جونیور ۱۳' · مادیبو '۴۴ · احمد یاسر '۷۲ | گزارش |          | ورزشگاه: عبدالله بن خلیفه تماشاگران: ۳،۷۸۰ داور: عزیز عظیموف مرد مسابقه: ماریو مانژوکیچ |

| ۲۹ بهمن ۱۳۹۸ ۲ | الشارجه                                    | ۲ – ۲ | پرسپولیس        | شارجه، امارات                                                           |
| ۱۹:۰۵          | خلفان ۲۶' · مندز ۴۶' · صالح '۶۲ · سرور '۷۶ |       | علیپور ۱۰'، ۲۷' | ورزشگاه: الشارجه تماشاگران: ۵،۲۰۰ داور: کریس بیس مرد مسابقه: علی علیپور |

| ۲۵ شهریور ۱۳۹۹ ۳ | پرسپولیس                                | ۱ – ۰ | التعاون    | دوحه، قطر                                                                  |
| ۲۲:۳۰            | نعمتی '۲۷ · نوراللهی '۴۱ · خلیل‌زاده ۸۳' |       | الموسی '۸۵ | ورزشگاه: شهر آموزش تماشاگران: ۰ داور: احمد الکاف مرد مسابقه: شجاع خلیل‌زاده |

| ۲۸ شهریور ۱۳۹۹ ۴ | التعاون             | ۰ – ۱ | پرسپولیس                               | دوحه، قطر                                                              |
| ۲۲:۳۰            | اسیری '۱۸ امیسی '۶۴ |       | رسن ۴۸' (پنالتی) · رمضانی '۸۷ · لک '۸۷ | ورزشگاه: شهر آموزش تماشاگران: ۰ داور: مهند قاسم مرد مسابقه: وحید امیری |

| ۳۱ شهریور ۱۳۹۹ ۵ | پرسپولیس     | ۰ – ۱ | الدحیل                                                             | دوحه، قطر                                                                      |
| ۱۸:۳۰            | خلیل‌زاده '۲۷ |       | لوئیز جونیور '۲۲ · علی ۶۰' (پنالتی) · رضاییان '۱+۹۰ · البکری '۴+۹۰ | ورزشگاه: شهر آموزش تماشاگران: ۰ داور: هتیکمکانامگه پریرا مرد مسابقه: المعز علی |

| ۳ مهر ۱۳۹۹ ۶ | پرسپولیس                                                                        | ۴ – ۰ | الشارجه | دوحه، قطر                                                                      |
| ۲۱:۳۰        | خلیل‌زاده ۲' · آل کثیر ۴۱' · امیری ۴۴' · عبدی ۱+۹۰' · عالیشاه '۸۳ · رمضانی '۵+۹۰ |       |         | ورزشگاه: جاسم بن حمد تماشاگران: ۰ داور: ایلگیز تانتاشف مرد مسابقه: سیامک نعمتی |

| رتبه | تیم      | بازی | برد | مساوی | باخت | گل زده | گل خورده | گل تفاضل | امتیاز | صلاحیت        |     | پرسپولیس | التعاون | الدحیل | الشارجه |
| ---- | -------- | ---- | --- | ----- | ---- | ------ | -------- | -------- | ------ | ------------- | --- | -------- | ------- | ------ | ------- |
| ۱    | پرسپولیس | ۶    | ۳   | ۱     | ۲    | ۸      | ۵        | ۳+       | ۱۰     | یک هشتم نهایی |     | —        | 1–0     | 0–1    | 4–0     |
| ۲    | التعاون  | ۶    | ۳   | ۰     | ۳    | ۴      | ۸        | ۴−       | ۹      | یک هشتم نهایی |     | 0–1      | —       | 2–0    | 0–6     |
| ۳    | الدحیل   | ۶    | ۳   | ۰     | ۳    | ۷      | ۸        | ۱−       | ۹      |               |     | 1–0      | 0–1     | —      | 2–1     |
| ۴    | الشارجه  | ۶    | ۲   | ۱     | ۳    | ۱۳     | ۱۱       | ۲+       | ۷      |               | 2–2 | 0–1      | 4–2     | —      |         |

| ۶ مهر ۱۳۹۹ ۱/۸ | پرسپولیس                                              | ۱ – ۰ | السد         | دوحه، قطر                                                                            |
| ۱۷:۱۰          | امیری '۶۴ · سرلک '۸۱ · آل کثیر ۸۸'، '۸۹ · نعمتی '۲+۹۰ | گزارش | بونجاح '۱+۹۰ | ورزشگاه: شهر آموزش تماشاگران: ۰ داور: کو هیونگ جین مرد مسابقه: محمدحسین کنعانی‌زادگان |

| ۹ مهر ۱۳۹۹ ۱/۴ | پرسپولیس         | ۲ – ۰ | پاختاکور      | دوحه، قطر                                                                      |
| ۲۱:۱۵          | آل کثیر ۴۹'، ۶۶' | گزارش | ماشاریپوف '۱۷ | ورزشگاه: جاسم بن حمد تماشاگران: ۰ داور: ادهم المخادمه مرد مسابقه: عیسی آل کثیر |

| ۱۲ مهر ۱۳۹۹ نیمه نهایی           | النصر                                                           | ۱ – ۱ (و.ا.) (۳ – ۵ پنالتی)                    | پرسپولیس                                                 | دوحه، قطر                                                                     |
| ۱۸:۳۰                            | حمدالله ۳۶' (پنالتی) · عبدالمجید الصلیهم '۴۹ · عبدالله مادو '۷۸ | گزارش                                          | خلیل‌زاده '۳۷ · عبدی ۴۲' · پهلوان '۸۴، '۱۰۴ · امیری '۱+۹۰ | ورزشگاه: جاسم بن حمد تماشاگران: ۰ داور: محمد تقی الجعفری مرد مسابقه: بشار رسن |
|                                  | ضربات پنالتی                                                    |                                                |                                                          |                                                                               |
| مادو · مارتینس · العبید · مایکون |                                                                 | کنعانی‌زادگان · نعمتی · سرلک · خلیل‌زاده · شجاعی |                                                          |                                                                               |

| ۲۹ آذر ۱۳۹۹ فینال | پرسپولیس | ۱ – ۲ | اولسان هیوندای                                                          | دوحه، قطر                                                                      |
| ۱۵:۳۰             | عبدی ۴۵' | گزارش | جونیور '۴+۴۵، ۴+۴۵'، ۵۵' (پنالتی)، '۸۲ · بولتوش '۷۹ · کیم ته هوان '۶+۹۰ | ورزشگاه: الجنوب تماشاگران: ۸٬۵۱۷ داور: عبدالرحمن الجاسم مرد مسابقه: میلاد سرلک |

#### ۲۰۲۱
| ۲۵ فروردین ۱۴۰۰ ۱ | پرسپولیس                | ۱–۰ | الوحده               | مارگائو، هند                                                      |
| ۱۹:۰۰             | حسینی ۴۰' · عالیشاه '۵۵ |     | رشید '۲۵ اسماعیل '۴۳ | ورزشگاه: فاتوردا داور: هیرویوکی کیمورا مرد مسابقه: سید جلال حسینی |

| ۲۸ فروردین ۱۴۰۰ ۲ | الریان                                             | ۱ – ۳ | پرسپولیس                          | مارگائو، هند                                                       |
| ۲۱:۳۰             | العلائدین '۷ · الحضرمی ۱۹' · کوم '۵۱ · ترائوره '۵۹ |       | کامیابی نیا ۴۷' · مغانلو ۴۹'، ۵۷' | ورزشگاه: فاتوردا داور: ایلگیز تانتاشف مرد مسابقه: کمال کامیابی نیا |

| ۳۱ فروردین ۱۴۰۰ ۳ | پرسپولیس                                     | ۲ – ۱ | گوا                        | مارگائو، هند                                                     |
| ۲۱:۳۰             | ترابی ۱۸' (پ) · حسینی ۲۵' · کنعانی‌زادگان '۴۱ |       | بدیا ۱۴' '۶۵ · فرناندز '۱۰ | ورزشگاه: فاتوردا داور: هنان هتان مرد مسابقه: دیراج سینگ مورانگتم |

| ۳ اردیبهشت ۱۴۰۰ ۴ | گوآ                           | ۰ – ۴ | پرسپولیس                                                   | مارگائو، هند                                                     |
| ۲۱:۳۰             | دکونا '۱۵ کومار '۴۱ پریرا '۷۲ |       | مغانلو ۲۴' · ترابی ۴۲' (پ) · آل کثیر ۴۷' · کامیابی نیا ۵۸' | ورزشگاه: فاتوردا داور: هیرویوکی کیمورا مرد مسابقه: شهریار مغانلو |

| ۶ اردیبهشت ۱۴۰۰ ۵ | الوحده                                                                              | ۱ – ۰ | پرسپولیس              | مارگائو، هند                                                 |
| ۱۹:۰۰             | ماتاوز ۶' · جمعه '۱۳ · الکربی '۴۵+۴ · الحربی '۷۱ · انور '۸۳ · الشمسی '۸۵ · حامد '۸۷ |       | ترابی '۴۵+۴ امیری '۷۶ | ورزشگاه: فاتوردا داور: ایلگیز تانتاشف مرد مسابقه: تیم ماتاوز |

| ۹ اردیبهشت ۱۴۰۰ ۶ | پرسپولیس                                                         | ۴ – ۲ | الریان                                             | مارگائو، هند                                                  |
| ۱۹:۰۰             | مغانلو '۱۲ ۲۷' · پهلوان ۳۴' · کنعانی‌زادگان '۵۴ ۶۸' · آل کثیر ۷۳' |       | احمد '۴۲ · بولی ۴۸'، ۷۲' · خلیل زاده '۵۲ · کوم '۷۹ | ورزشگاه: فاتوردا داور: هیرویوکی کیمورا مرد مسابقه: مهدی ترابی |

| رتبه | تیم      | بازی | ب | م | با | گ ز | گ خ | ت گ | امتیاز | صلاحیت               |
| ---- | -------- | ---- | - | - | -- | --- | --- | --- | ------ | -------------------- |
| ۱    | پرسپولیس | ۶    | ۵ | ۰ | ۱  | ۱۴  | ۵   | ۹+  | ۱۵     | صعود به یک‌هشتم نهایی |
| ۲    | الوحده   | ۶    | ۴ | ۱ | ۱  | ۷   | ۳   | ۴+  | ۱۳     | صعود به یک‌هشتم نهایی |
| ۳    | گوآ (م)  | ۶    | ۰ | ۳ | ۳  | ۲   | ۹   | ۷-  | ۳      |                      |
| ۴    | الریان   | ۶    | ۰ | ۲ | ۴  | ۶   | ۱۲  | ۶-  | ۲      |                      |

| گروه E   | ایران | قطر | هند | امارات متحده عربی |
| -------- | ----- | --- | --- | ----------------- |
| پرسپولیس | —     | ۲-۴ | ۱-۲ | ۰-۱               |
| الريان   | ۳-۱   | —   | ۱-۱ | ۱-۰               |
| گوآ      | ۴-۰   | ۰-۰ | —   | ۲-۰               |
| الوحده   | ۰-۱   | ۲-۳ | ۰-۰ | —                 |

| گروه E   | ایران | قطر | هند | امارات متحده عربی |
| -------- | ----- | --- | --- | ----------------- |
| پرسپولیس | —     | ۲-۴ | ۱-۲ | ۰-۱               |
| الريان   | ۳-۱   | —   | ۱-۱ | ۱-۰               |
| گوآ      | ۴-۰   | ۰-۰ | —   | ۲-۰               |
| الوحده   | ۰-۱   | ۲-۳ | ۰-۰ | —                 |

| ۲۳ شهریور ۱۴۰۰ ۱/۸ | استقلال دوشنبه | ۰–۱              | پرسپولیس                        | دوشنبه، تاجیکستان                                           |
| ۱۹:۳۰              | صفروف '۸۰      | گزارش خلاصه بازی | '۱۹ فرجی · '۷۹ سرلک · ۹۰' ترابی | ورزشگاه: پامیر داور: هیرویوکی کیمورا مرد مسابقه: مهدی ترابی |

| ۲۴ مهر ۱۴۰۰ ۱/۴ | پرسپولیس                              | ۰–۳              | الهلال                                                     | ریاض، عربستان سعودی                                        |
| ۲۱:۰۰           | اسدی '۳۵ آقایی '۴۷ فرجی '۵۷ شریفی '۸۰ | گزارش خلاصه بازی | س. الدوسری ۲۷' · گومیس ۵۰'، ۷۰' · مارگا '۶۱ · ال بلیهی '۷۲ | ورزشگاه: ملک فهد داور: ریوجی ساتو مرد مسابقه: سالم الدوسری |

## بازی های غیر رسمی
| ۵ تیر ۱۳۴۷ | پرسپولیس     | ۲ – ۰ | ارتش کره جنوبی | تهران، ایران |
|            | محسن فرمانبر |       |                |              |

| ۴ مرداد ۱۳۴۷ | پرسپولیس             | ۳ – ۱ | الثوره | تهران، ایران |
|              | همیشه جوان · گنجاپور |       |        |              |

| ۲۲ آذر ۱۳۴۷ | پرسپولیس  | ۱ – ۳ | نفتیانیک باکو | تهران، ایران |
|             | هدایت پور |       |               |              |

| ۲۹ آذر ۱۳۴۷ | پرسپولیس | ۰ – ۵ | ترنچین | تهران، ایران |

| ۶ مهر ۱۳۴۸ | پرسپولیس        | ۲ – ۰ | پاکستان | تهران، ایران |
|            | ذاکری · مسیح‌نیا |       |         |              |

| ۳ تیر ۱۳۴۹ | پرسپولیس        | ۲ – ۳ | زوریخ | تهران، ایران |
|            | مصطفوی · بهزادی |       |       |              |

| ۱۳ آبان ۱۳۴۹ | پرسپولیس | ۱ – ۲ | امید استرالیا | تهران، ایران |
|              | پروین    |       |               |              |

| ۲۱ اسفند ۱۳۴۹ | پرسپولیس | ۰ – ۴ | بنفیکا | تهران، ایران |

| ۵ اردیبهشت ۱۳۵۰ | پرسپولیس          | ۲ – ۲ | هامبورگ | تهران،ایران |
|                 | ایرانپاک · بهزادی |       |         |             |

| ۸ مرداد ۱۳۵۰ | پرسپولیس                             | ۹ – ۰ | ارتش بحرین | تهران، ایران |
|              | ایرانپاک · خوردبین · پروین · گنجاپور |       |            |              |

| ۱۲ شهریور ۱۳۵۰ | پرسپولیس         | ۱ – ۱ | آکادمیکا | تهران، ایران    |
|                | داریوش مصطفوی پ' |       |          | ورزشگاه: امجدیه |

| ۲۱ آبان ۱۳۵۰ | پرسپولیس         | ۳ – ۱ | بن سوسون | تهران، ایران |
|              | وطنخواه · بهزادی |       |          |              |

| ۲۷ اسفند ۱۳۵۰ | پرسپولیس          | ۲ – ۴ | کروزیرو | تهران، ایران     |
|               | ایرانپاک · بهزادی |       |         | ورزشگاه: آریامهر |

| ۲۰ فروردین ۱۳۵۱ | پرسپولیس | ۱ – ۰ | ناسیونال | تهران، ایران |
|                 | سلیمانی  |       |          |              |

| ۲۵ مهر ۱۳۵۱ | پرسپولیس | ۰ – ۱ | ارتش ایران | تهران، ایران |

| ۲۸ مهر ۱۳۵۱ | پرسپولیس | ۱ – ۱ | اسلوا بودا | تهران،ایران |
|             | بهزادی   |       |            |             |

| ۴ آذر ۱۳۵۱ | پرسپولیس | ۱ – ۱ | بولدکلوبن | تهران،ایران |
|            | بهزادی   |       |           |             |

| ۱۱ آذر ۱۳۵۱ | پرسپولیس | ۱ – ۰ | گوارانی | تهران، ایران    |
|             | پروین    |       |         | ورزشگاه: امجدیه |

| ۱۶ آذر ۱۳۵۱ | پرسپولیس | ۱ – ۵ | کریستال پالاس | تهران، ایران |
|             | شاهرخی   |       |               |              |

| ۲۵ دی ۱۳۵۱ | العربی | ۱ – ۱ | پرسپولیس | کویت، کویت |
|            |        |       | بهزادی   |            |

| ۲۹ دی ۱۳۵۱ | السالمیه | ۰ – ۰ | پرسپولیس | کویت، کویت |

| ۲ بهمن ۱۳۵۱ | القادسیه | ۱ – ۲ | پرسپولیس | کویت، کویت |
|             |          |       | پروین    |            |

| ۲۱ بهمن ۱۳۵۱ | پرسپولیس          | ۲ – ۲ | اسپارتا پراگ | تهران، ایران |
|              | ایرانپاک · بهزادی |       |              |              |

| ۲۴ اسفند ۱۳۵۱ | السد | ۲ – ۳ | پرسپولیس           | دوحه، قطر |
|               |      |       | ایرانپاک · وطنخواه |           |

| ۲۶ اسفند ۱۳۵۱ | التاج | ۰ – ۲ | پرسپولیس          | منامه، بحرین |
|               |       |       | ایرانپاک · بهزادی |              |

| ۵ فروردین ۱۳۵۲ | النصر | ۲ – ۲ | پرسپولیس | ریاض، عربستان |
|                |       |       | ایرانپاک |               |

| ۱۲ فروردین ۱۳۵۲ | راسینگ | ۰ – ۱ | پرسپولیس | بیروت، لبنان |
|                 |        |       | ایرانپاک |              |

| ۱۷ فروردین ۱۳۵۲ | پرسپولیس | ۱ – ۱ | سائوپائولو | تهران، ایران |
|                 | بهزادی   |       |            |              |

| ۲۸ اردیبهشت ۱۳۵۲ | پرسپولیس | ۱ – ۱ | چلسی | تهران، ایران |
|                  | سلیمانی  |       |      |              |

| ۲ اسفند ۱۳۵۲ | پرسپولیس | ۱ – ۱ | استوا بخارست | تهران، ایران |
|              | کلانی    |       |              |              |

| ۱۷ اردیبهشت ۱۳۵۳ | پرسپولیس        | ۲ – ۰ | آبردین | تهران، ایران |
|                  | خوردبین · پروین |       |        |              |

| ۴ دی ۱۳۵۴ | جوانان عراق | ۰ – ۰ | پرسپولیس | بغداد، عراق |

| ۷ دی ۱۳۵۴ | نیروی هوایی | ۲ – ۰ | پرسپولیس | بغداد، عراق |

| ۲۱ اسفند ۱۳۵۶ | پرسپولیس                 | ۳ – ۳ | جوانان ایران | تهران، ایران |
|               | پروین · صادقی · خرمن دار |       |              |              |

| ۱۷ اردیبهشت ۱۳۶۵ | پرسپولیس               | ۲ – ۱ | ویسموث | تهران، ایران |
|                  | شاهرخ بیانی · مایلی‌کهن |       |        |              |

| ۱ اسفند ۱۳۶۸ | پرسپولیس | ۱ – ۱ | واشاش | تهران، ایران |
|              | مایلی‌کهن |       |       |              |

| ۱۷ مرداد ۱۳۶۹ | پرسپولیس          | ۲ – ۰ | سنت پاتریک | تهران، ایران |
|               | نعیم آبادی · عبدی |       |            |              |

| ۱۳ آذر ۱۳۶۹ | پرسپولیس      | ۱ – ۲ | شوروی | تهران، ایران |
|             | ناصر محمدخانی |       |       |              |

| ۲۵ اسفند ۱۳۷۰ | الشعب | ۰ – ۲ | پرسپولیس      | دبی، امارات |
|               |       |       | عاشوری · پیوس |             |

| ۲۷ اسفند ۱۳۷۰ | النصر | ۰ – ۱ | پرسپولیس | دبی، امارات |
|               |       |       | پیوس     |             |

| ۲۶ فروردین ۱۳۷۴ | العربی | ۱ – ۱ | پرسپولیس | کویت، کویت |
|                 |        |       | گل‌محمدی  |            |

| ۱۵ شهریور ۱۳۷۴ | پرسپولیس | ۱ – ۳ | امید ایران | تهران، ایران |
|                | پیوس     |       |            |              |

| ۲۲ مهر ۱۳۷۴ | پرسپولیس                      | ۳ – ۳ | الرفاع | دبی، امارات |
|             | کرمانی‌مقدم · نامجومطلق · پیوس |       |        |             |

| ۲۸ مهر ۱۳۷۴ | الشعب | ۰ – ۲ | پرسپولیس   | دبی، امارات |
|             |       |       | کرمانی‌مقدم |             |

| ۲۰ آبان ۱۳۷۶ | پرسپولیس | ۰ – ۱ | آنیانگ ال جی | تهران، ایران |

| ۱ مرداد ۱۳۸۵ | لاتزیو | ۴ – ۱ | پرسپولیس | وین، اتریش |
|              |        |       | کاظمیان  |            |

| ۳ مرداد ۱۳۸۵ | ویگان | ۴ – ۲ | پرسپولیس       | وین، اتریش |
|              |       |       | آشوبی · مامانی |            |

| ۸ مرداد ۱۳۸۷ | ویتد | ۰ – ۴ | پرسپولیس                                 | دبی، امارات |
|              |      |       | توره ۲۸'، ۵۱'، ۶۰' · خیرخواه ۳۱' · حیدری |             |

| ۹ مرداد ۱۳۸۷ | هواپیمایی امارات | ۰ – ۱۱ | پرسپولیس                                                        | دبی، امارات |
|              |                  |        | خیرخواه · بادامکی · نوری · نوروزی · آتسو · زارعی '۳۱ · زارع '۶۰ |             |

| ۱۱ شهریور ۱۳۸۸ | الاهلی | ۰ – ۳ | پرسپولیس                        | دبی، امارات                       |
| ۲۲:۳۰          |        |       | بائو ۱۶' · حلافی ۵۵' · شیری ۹۰' | ورزشگاه: آل‌مکتوم تماشاگران: ۶،۰۰۰ |

| ۲۴ آبان ۱۳۸۸ | پرسپولیس  | ۱ – ۰ | اقیانوس مارین |  |
|              | صغیری ۵۹' |       |               |  |

| ۲۸ آبان ۱۳۸۸ | پرسپولیس       | ۱ – ۱ | النهده |  |
|              | محسن خلیلی ۴۹' |       |        |  |

| ۱۰ دی ۱۳۸۸ | پرسپولیس       | ۱ – ۰ | حتا |  |
|            | محمد پروین ۶۰' |       |     |  |

| ۱۳ دی ۱۳۸۸ | پرسپولیس              | ۱ – ۱ | الریان |  |
|            | علی‌عسگری · منصوری ۸۵' |       |        |  |

| ۶ فروردین ۱۳۸۹ | پرسپولیس          | ۲ – ۴ | منتخب سالم سعد |  |
|                | نوروزی · علی‌عسگری |       |                |  |

| ۸ فروردین ۱۳۸۹ | پرسپولیس                                                | ۵ – ۱ | النصر |  |
|                | خلیلی پ' · باقری · منصوری · علی‌عسگری · الهایی پ' · محمد |       |       |  |

| ۱۳ تیر ۱۳۸۹ | پرسپولیس                                                           | ۷ – ۱ | کایزرا ۱۹۲۰ |  |
|             | غلامرضا رضایی · تیاگو · زارع · فشنگچی · نوری · نوروزی · گل به خودی |       |             |  |

| ۱۵ تیر ۱۳۸۹ | پرسپولیس                                              | ۵ – ۱ | منتخب دورتموند |  |
|             | آریفی ۳۵' · نوروزی ۴۸' · نورمحمدی ۵۳' · نوری ۶۲'، ۶۹' |       |                |  |

| ۱۷ تیر ۱۳۸۹ | پرسپولیس | ۱۱ – ۱ | ودینگ هوفن |  |
|             | آریفی ۲۰' · حسین بادامکی ۴۲' · غلامرضا رضایی ۵۳'، ۶۵'، ۸۵' · زارعی ۵۵' (پ) · فشنگچی ۵۸' · نوری ۶۷' · اوساله ۷'، ۳۱' |        |            |  |

| ۳۰ دی ۱۳۸۹ | پرسپولیس                          | ۳ – ۲ | اسپارتا پراگ | دبی، امارات |
|            | زارع ۱۸' · شکوری ۵۳' · نوروزی ۵۸' |       |              |             |

| ۴ بهمن ۱۳۸۹ | پرسپولیس | ۰ – ۲ | زنیت سن‌پترزبورگ | دبی، امارات |

| ۶ بهمن ۱۳۸۹ | پرسپولیس | ۱ – ۳ | ژیلینا | دبی، امارات |
|             | زارع ۷۵' |       |        |             |

| ۳۱ تیر ۱۳۹۰ | کونیااسپور   | ۱ – ۲ | پرسپولیس                         | ترکیه                                 |
| ۱۶:۳۰       | سیربای یاژیز |       | غلامرضا رضایی ۱۹' · نوری ۳۹' (پ) | ورزشگاه: پاتالیا اسپور تماشاگران: ۵۰۰ |

| ۴ مرداد ۱۳۹۰ | گوزتپه | ۱ – ۲ | پرسپولیس               | ترکیه                          |
| ۱۷:۴۰        |        |       | نوری ۱۵' · بادامکی ۲۰' | ورزشگاه: گوزتپه تماشاگران: ۴۰۰ |

| ۲۳ تیر ۱۳۹۳ | پرسپولیس                            | ۳ – ۰ | گلوریا | استانبول، ترکیه              |
| ۱۱:۰۰       | رضا نوروزی ۱۹'، ۴۰' · عباس زاده ۸۸' |       |        | ورزشگاه: پارک سبز فینتز سنتر |

| ۲۶ تیر ۱۳۹۳ | پرسپولیس                       | ۳ – ۲ | سومقاییت                         | استانبول، ترکیه              |
| ۱۱:۰۰       | عباس زاده ۴۹'، ۸۳' · طارمی ۷۲' |       | میکائیلوف ۱۹' · کوربانوف ۸۵' (پ) | ورزشگاه: پارک سبز فینتز سنتر |

| ۲۷ تیر ۱۳۹۳ | پرسپولیس                       | ۴ – ۱ | دینامو باتومی | استانبول، ترکیه              |
| ۱۱:۰۰       | نوروزی پ'، ۸۰' · عباس زاده ۷۵' |       |               | ورزشگاه: پارک سبز فینتز سنتر |

| ۲۴ دی ۱۳۹۳ | پرسپولیس                                    | ۳ – ۱ | بنیادکار | دبی، امارات   |
|            | خالقی فر ۳۵'، ۷۲' · بنگر ۶۴' · نورمحمدی '۷۵ |       | ۹۰+۲'    | تماشاگران: ۵۰ |

| ۲۷ دی ۱۳۹۳ | راس الخیمه | ۰ – ۵ | پرسپولیس                                                 | راس الخیمه، امارات                 |
|            |            |       | عباس زاده ۳۰' · صادقیان ۳۵' · تادئو ۵۱'، ۶۹' · طارمی ۶۰' | ورزشگاه: راس الخیمه تماشاگران: ۱۲۰ |

| ۲۴ تیر ۱۳۹۴ | گنچلربیرلیغی | ۰ – ۰ | پرسپولیس | آنکارا، ترکیه                    |
| ۱۷:۰۰       |              |       |          | ورزشگاه: زمین تمرین گنچلربیرلیغی |

| ۲۹ تیر ۱۳۹۴ | ترینیداد و توباگو زیر ۲۳ سال | ۰ – ۲ | پرسپولیس                 | قزلچه‌حمام، ترکیه   |
| ۱۷:۰۰       |                              |       | علیپور ۵۰' · کمندانی ۹۰' | ورزشگاه: قزلچه‌حمام |

| ۲ مرداد ۱۳۹۴ | آلتین عصر | ۰ – ۵ | پرسپولیس                                           | قزلچه‌حمام، ترکیه   |
| ۱۷:۰۰        |           |       | علیپور ۱۵'، ۴۲'، ۴۹' · احمدزاده ۱۸' · خالقی فر ۷۱' | ورزشگاه: قزلچه‌حمام |

| ۷ فروردین ۱۳۹۵ | العروبه | ۴ – ۶ | پرسپولیس                    | صور، عمان                 |
| ۱۷:۰۰          |         |       | علیپور · احمدزاده · بنگتسون | ورزشگاه: مجموعه ورزشی صور |

| ۹ فروردین ۱۳۹۵ | السیب | ۰ – ۱ | پرسپولیس | مسقط، عمان                        |
| ۱۹:۳۰          |       |       |          | ورزشگاه: مجموعه ورزشی سلطان قابوس |

| ۱۵ تیر ۱۳۹۵ | لوکوموتیو | ۱ – ۴ | پرسپولیس                                   | کی‌یف، اوکراین                   |
| ۱۸:۰۰       |           |       | علیپور ۵۵'، ۵۷' · نوراللهی ۵۹' · زاهدی ۶۱' | ورزشگاه: زمین تمرین دینامو کی‌یف |

| ۱۸ تیر ۱۳۹۵ | ابولون-برووار کیف         | ۲ – ۵ | پرسپولیس                                                | کی‌یف، اوکراین                |
| ۱۸:۰۰       | هوردیچوک ۴۵' · پوردان ۸۴' |       | امیری ۱۵'، ۵۳' · احمدزاده ۲۴' · عالیشاه ۲۹' · زاهدی ۷۹' | ورزشگاه: ورزشگاه ابولون آرنا |

| ۱۹ تیر ۱۳۹۵ | دیسنا                      | ۲ – ۱ | پرسپولیس  | کی‌یف، اوکراین                   |
| ۱۷:۳۰       | پیلیپوف ۲۴' · باناسویچ ۸۷' |       | امیری ۴۳' | ورزشگاه: زمین تمرین دینامو کی‌یف |

الگو:Footballbox collapsibleالگو:Footballbox collapsibleالگو:Footballbox collapsibleالگو:Footballbox collapsibleالگو:Footballbox collapsibleالگو:Footballbox collapsibleالگو:Footballbox collapsibleالگو:Footballbox collapsibleالگو:Footballbox collapsibleالگو:Footballbox collapsibleالگو:Footballbox collapsible

## آمار کلی لیگ قهرمانان آسیا و لیگ نخبگان اسیا
هنگامی‌که از سال ۲۰۰۲ لیگ قهرمانان آسیا بنا نهاده شد باز هم پرسپولیس در اولین دوره حضور داشت. از آن زمان سرخپوشان ایران در یازده دوره این رقابت‌ها شرکت کرده‌اند و حالا نخستین بازی خود از دوره یازدهم رقابت‌ها را انتظار می‌کشند.
پرسپولیس با ۴ بار حضور در میان ۸ تیم پایانی، ۳ بار شرکت در نیمه نهایی و ۲ بار فینالیست شدن و ۲ عنوان نایب قهرمانی آسیا؛ موفق‌ترین و برترین نماینده فوتبال ایران در لیگ قهرمانان آسیا است.
در ۹۴ مسابقه گذشته، ۴۱ پیروزی، ۲۳ تساوی، ۳۰ باخت، ۱۲۰ گل زده و ۱۰۴ گل خورده حاصل کار سرخپوشان بوده است. این در حالی است که پرسپولیس سومین تجربه آسیایی خود با سرمربیگری یحیی گل‌محمدی را تجربه می‌کند. او در تجربه نخست به عنوان سرمربی پرسپولیس در رقابت‌های آسیایی بسیار موفق بود. مردان او فراتر از پیش‌بینی‌های اکثر کارشناسان، به فینال رقابت‌ها راه یافتند. با این وجود از مشکلات اصلی پرسپولیس در فینال در کنار محرومیت دو بازیکن کلیدی، ناهماهنگی‌های هماهنگ شده در فوتبال ایران بود که سرخ‌ها را به دور از شرایط مسابقه راهی فینال کرد.
پرسپولیس همچنین در دو حضور آخر خود در این رقابت‌ها با هدایت گل‌محمدی در ۲۴ پیکار انجام شده به سیزده پیروزی، چهار تساوی و ۷ باخت دست پیدا کرد. (بازی با النصر در نیمه‌نهایی سال ۲۰۲۰ که به ضربات پنالتی انجامید و در این ضربان منجر به برتری و صعود سرخپوشان شد، تساوی لحاظ شده است.)
- به روز رسانی: ۲۹ بهمن ۱۴۰۳

## جام های غیر رسمی

#### تورنمنت نقش جهان
الگو:Footballbox collapsible

#### جام بین المللی وحدت
الگو:Footballbox collapsibleالگو:Footballbox collapsibleالگو:Footballbox collapsibleالگو:Footballbox collapsible

#### تورنومنت بین المللی باشگاه النصر امارات
الگو:Footballbox collapsibleالگو:Footballbox collapsibleالگو:پایان ستون

#### آنتالیا کاپ
الگو:Footballbox collapsibleالگو:Footballbox collapsibleالگو:پایان ستون

#### تورنمنت امارات
| تیم                        | بازی | برد | تساوی | باخت | گل‌زده | گل‌خورده | تفاضل‌گل | امتیاز | صعود به   |
| -------------------------- | ---- | --- | ----- | ---- | ----- | ------- | ------- | ------ | --------- |
| الگو:Flagicon زنیت         | ۲    | ۲   | ۰     | ۰    | ۵     | ۰       | ۵+      | ۶      | فینال     |
| الگو:Flagicon پرسپولیس     | ۲    | ۱   | ۰     | ۱    | ۳     | ۴       | ۱-      | ۳      | رده بندی  |
| الگو:Flagicon اسپارتا پراگ | ۲    | ۰   | ۰     | ۲    | ۲     | ۶       | ۴-      | ۰      | مقام پنجم |

الگو:Footballbox collapsibleالگو:Footballbox collapsible
الگو:Footballbox collapsible

#### جام ولایت
الگو:Footballbox collapsible
| تیم                    | بازی | برد | مساوی | باخت | گ. ز | گ. خ | ت. گ | امتیاز |
| ---------------------- | ---- | --- | ----- | ---- | ---- | ---- | ---- | ------ |
| الگو:Flagicon پرسپولیس | ۲    | ۱   | ۱     | ۰    | ۳    | ۲    | ۱+   | ۴      |
| الگو:Flagicon ناسیونال | ۲    | ۱   | ۰     | ۱    | ۱    | ۱    | ۰    | ۳      |
| الگو:Flagicon استقلال  | ۲    | ۰   | ۱     | ۱    | ۲    | ۳    | ۱-   | ۱      |

## بازی‌های خداحافظی

#### بازی خداحافظیهمایون بهزادی
الگو:Footballbox collapsible

#### بازی خداحافظیاحمدرضا عابدزاده

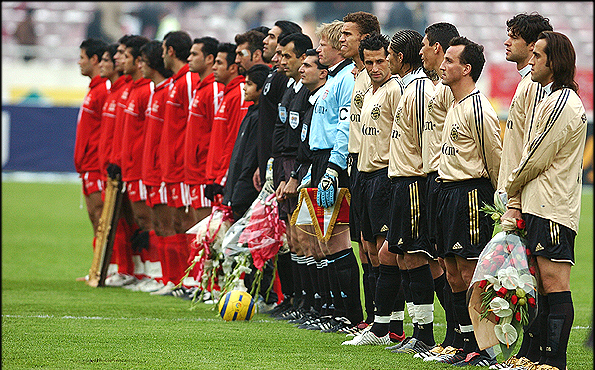
Persepolis F.C. v FC Bayern Munich, 13 January 2006.jpg
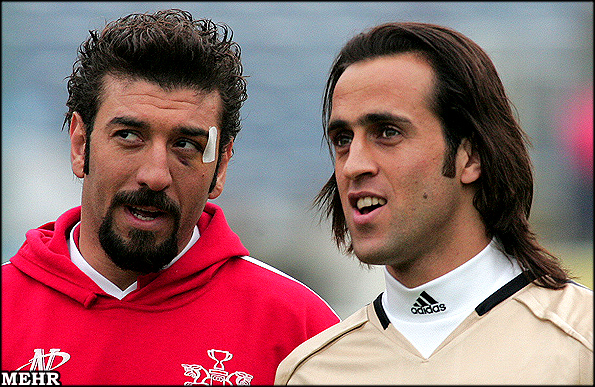
Persepolis F.C. VS FC Bayern Munich, 13 January 2006 5.jpg
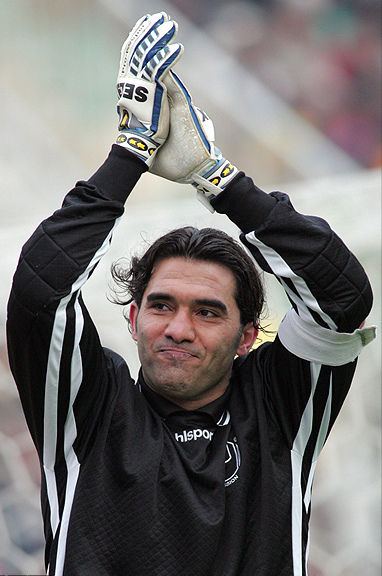
Persepolis F.C. VS FC Bayern Munich, 13 January 2006 3.jpg
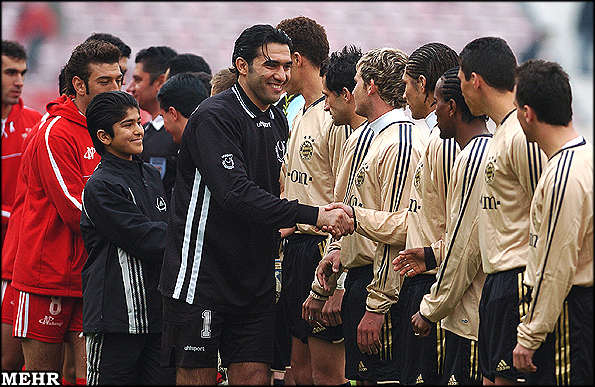
Persepolis F.C. v FC Bayern Munich, 13 January 2006 4.jpg
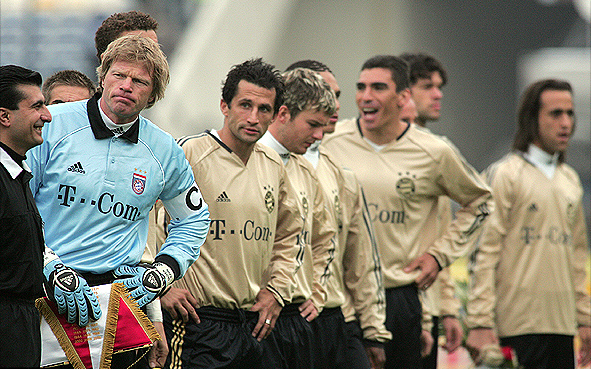
Persepolis F.C. v FC Bayern Munich, 13 January 2006 5.jpg
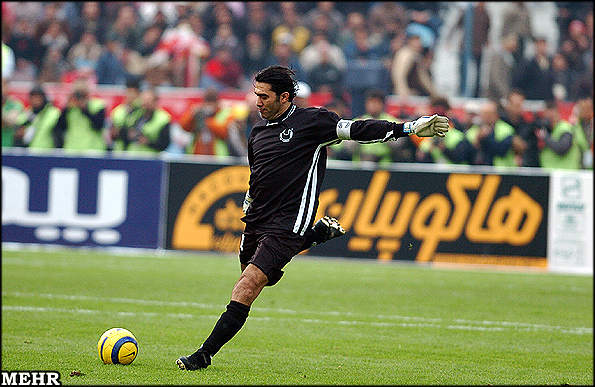
Persepolis F.C. VS FC Bayern Munich, 13 January 2006 7.jpg
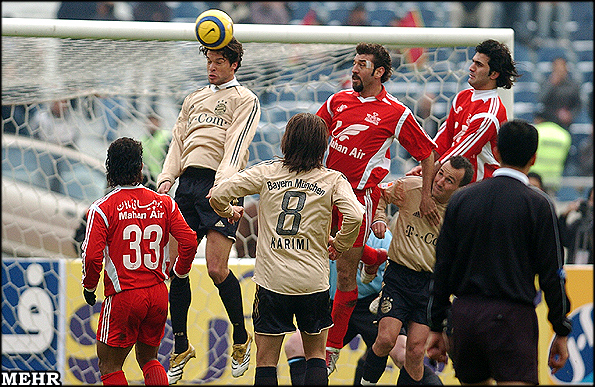
Persepolis VS Bayern Munich in 13 January 2006 Tehran 1.jpg
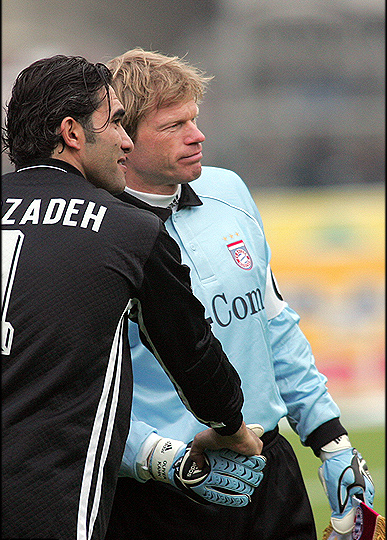
Persepolis F.C. v FC Bayern Munich, 13 January 2006 3.jpg
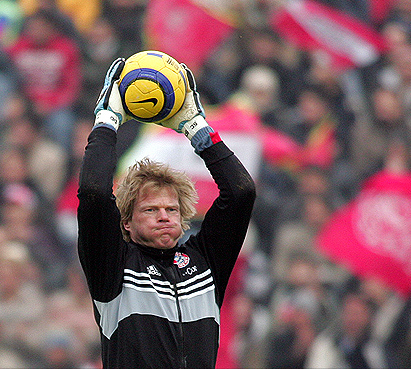
Persepolis VS Bayern Munich in 13 January 2006 3 (cropped).jpg
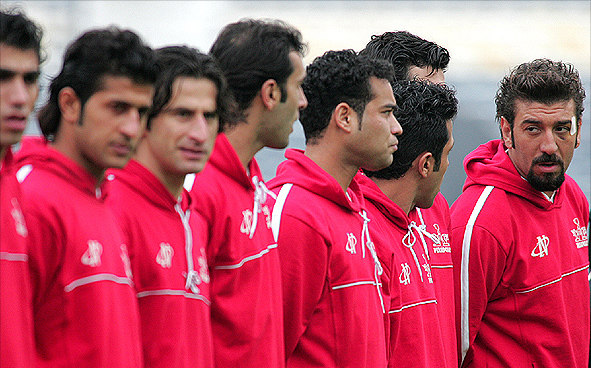
Persepolis F.C. vs FC Bayern Munich, 13 January 2006 1.jpg

الگو:Footballbox collapsible

الگو:وسط

#### بازی خداحافظیحسن سهیل
الگو:Footballbox collapsible

#### بازی خداحافظیمهدی مهدوی‌کیا

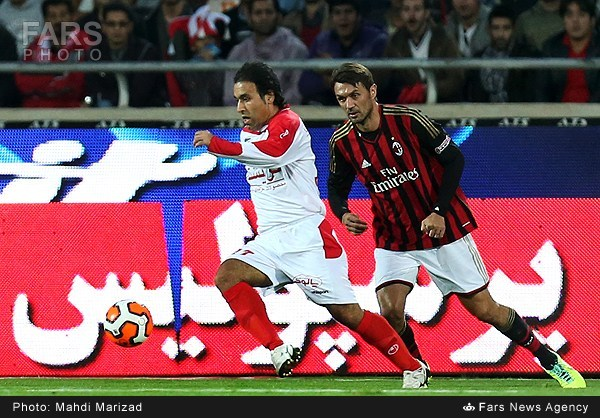
Mehdi Mahdavikia 1392090719454199.jpg
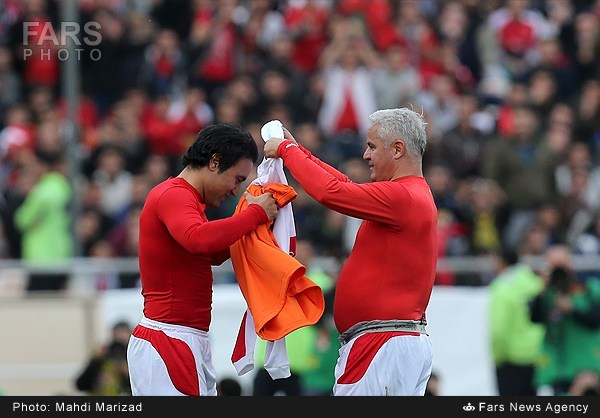
بندانگشتی.jpg
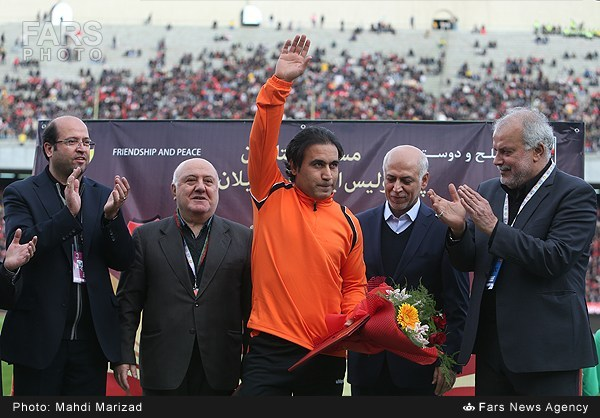
بندانگشتی.jpg
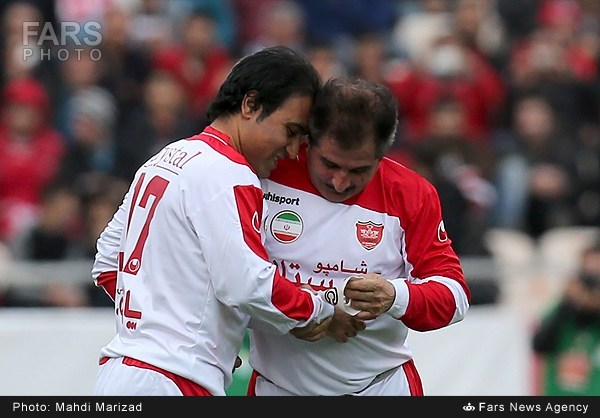
بندانگشتی.jpg
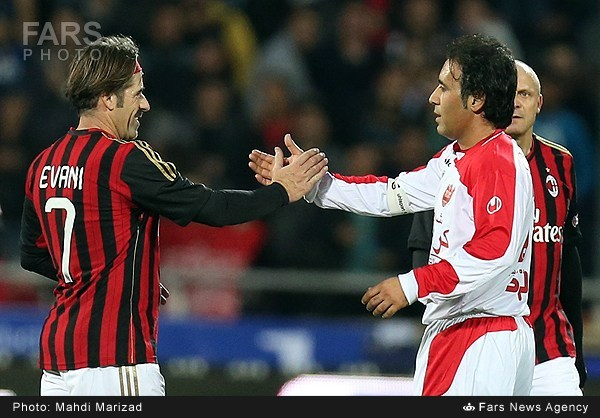
بندانگشتی.jpg

الگو:Footballbox collapsible
الگو:وسط